# Кельтское искусство

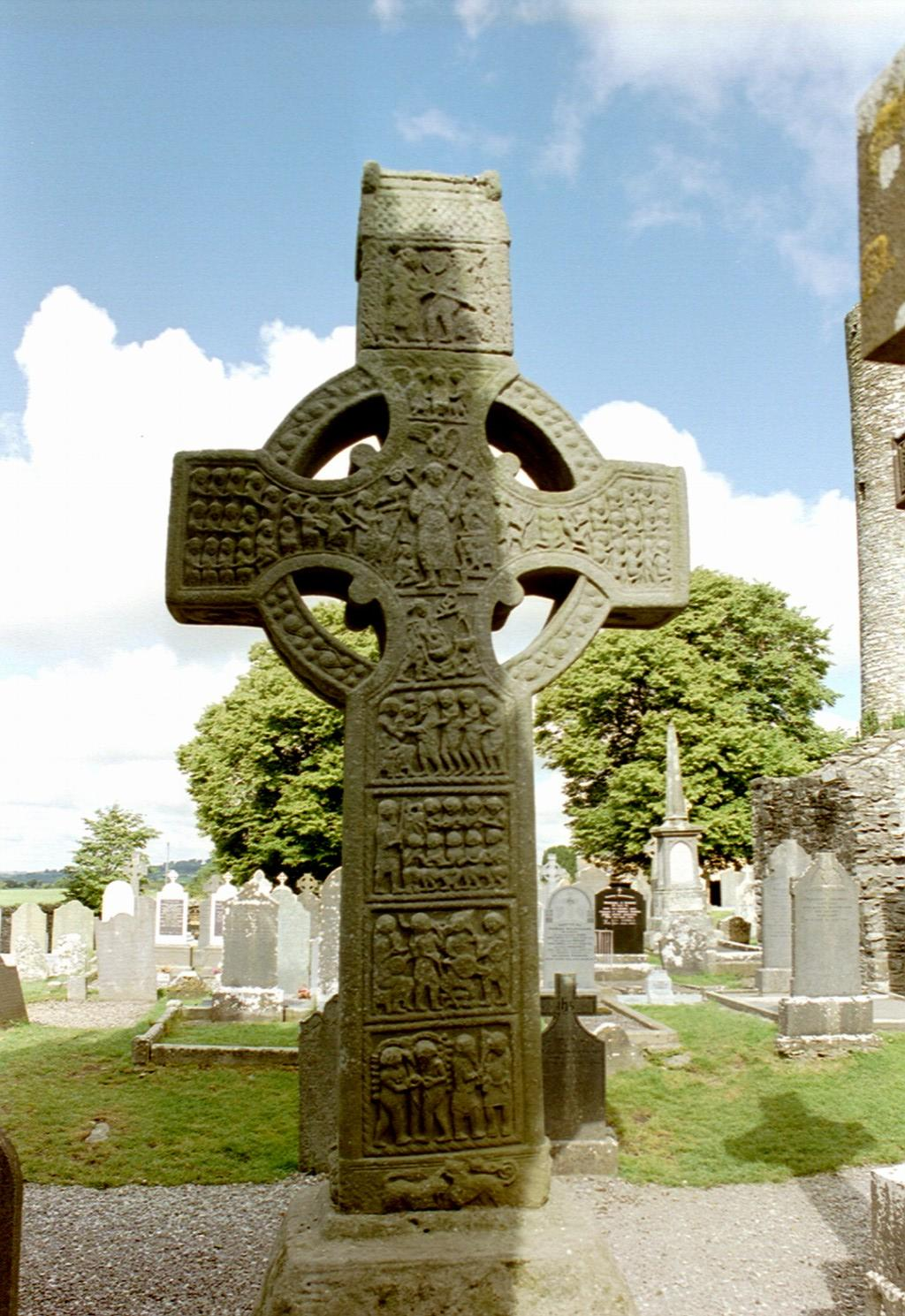
Мюредахский крест. Начало X века. Монастербойс, Ирландия

Кельтское искусство — историко-региональная школа средневекового искусства, исторически связанная с деятельностью кельтов — племён, населявших Западную и Центральную Европу. Наибольшего расцвета их искусство достигло в период латенской культуры, когда происходило формирование цивилизации, носителями которой являлись кельтские племена.
Кельтское искусство возникло во второй фазе железного века (V-I век до н. э.) и исчезло в период завоевания кельтов римлянами.
Позднее оно становится основой древнего искусства народов Франции, Швейцарии, Бельгии, отчасти Англии. Ещё в большей мере кельтское наследие сохранилось в Ирландии и Шотландии, где в VII-IX веках позднее кельтское искусство получило новый импульс в виде новокельтского стиля, проявившего себя в ювелирных изделиях, возрождении архитектурных памятников (Кельтский крест) и украшениях обложек книг[страница не указана 1214 дней].
В научной среде и литературе существует огромная масса научных работ, книг и статей, относящихся как к самим кельтам, так и ко всему, что связано с ними: истории возникновения, существованию, расселению, расовой принадлежности, их влиянию и взаимодействию с другими народами, а также с вопросами культуры. Несмотря на то, что у них была письменность, не сохранилось каких-либо письменных источников, которые могли бы подтвердить достоверность того или иного научного утверждения, исключая археологические находки, по которым ученые могут судить о цивилизации кельтов. Кельты оставили после себя не монументальные памятники архитектуры, скульптуры и письмена, подобно египтянам или грекам, а лишь произведения высокоразвитого художественного ремесла.
В понятие «кельтское искусство» включены мотивы, заимствование которых исходит из самых разных источников. Кельтские мастера и художники сумели соединить их в единое целое, создавая на их основе сложные и необыкновенно утонченные предметы быта, украшения и предметы церковного обихода, ставшие настоящими произведениями искусства. Некоторые из них были выполнены из камня, большое количество узоров присутствует на изделиях из кожи, кости и дерева. Особенно полно мастерство кельтских художников раскрылось в работах по металлу, именно в них оно достигло полного расцвета.

## История
Первое упоминание

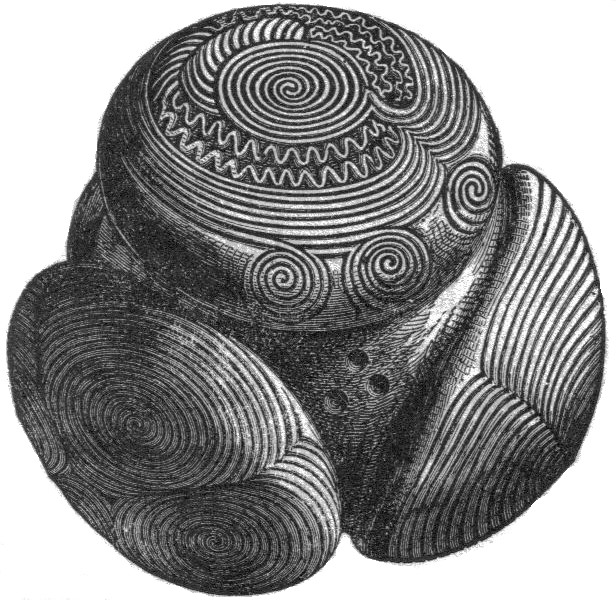
Резной камень, датируемый 20-30 веками до нашей эры. Искусство протокельтов.

Впервые племена под именем «кельты» появляется за пятьсот лет до нашей эры, что отражено в летописях народов классической древности. Греки называли его «гиперборейцы», или «кельты». Название племен впервые появляется в трудах Гекатея Милетского, около 500 г. до н. э.
Немецкий археолог Отто Тишлер разделил культуру кельтов на три основных периода: гальштатская культура, ранний, средний и поздний латен. Деление на временные отрезки кельтской культуры является условным, так как по этому вопросу в научной среде проводятся оживленные дискуссии, и существует не менее шести научно обоснованных схем, разделяющих кельтскую культуру на те или иные периоды.
Условность разделения кельтского искусства на периоды подтверждали изыскания археологов. В раскопках захоронений кельтов, найденных в Снеттишеме, Шотландия (Snettisham, Kings Lynn Norfolk), были найдены элементы декора и украшения, типичные для эпохи железного века, хотя находка датировалась средним латеном. Поэтому среди учёных остаётся актуальной дискуссия о том, являлось ли золото континентальных кельтов фракийским. Один из артефактов — Котёл из Гундеструпа, датируется I веком до н. э. и является крупнейшим серебряным кладом (диаметр 69 см, высота 42 см) эпохи железного века в Европе. Ситуацию ещё больше запутывает найденный в болотах Франции Агрисский шлем (French: Casque d’Agris). Церемониальный кельтский шлем (датируется ок. 350 до н. э.), был найден в пещере близ Агри, Шаранта, Франция, 1981 год. Выполненный из сусального золота, он имел явно средиземноморское происхождение.
Большинство исследователей выделяют докельтский период (Гальштатская культура) и Латенскую культуру кельтов, которая, в свою очередь, разделена на 2 периода: ранний и поздний. Закат кельтского искусства — раннее средневековье.

## Гальштатская культура (750—480 гг. до н. э.)
В раннем периоде кельтского искусства выделяют гальштатскую культуру, которая имеет заимствования из искусства иберов, иллирийцев, фракийцев и других племён, с которыми кельты имели контакты. Встречаются заимствования из древнегреческого искусства и искусства этрусков. Гальштатской культурой этот период был назван по могильнику, расположенному близ г. Халльштатт (Hallstatt, Юго-Западная Австрия). Город находится рядом с большими месторождениями соли, которые разрабатывались в начале железного века. Вероятно, их наличие обеспечило процветание местного населения. Период продолжался приблизительно 350 лет. Первые раскопки были произведены в 1824—1831 гг..
Изначально латены проживали на севере Франции и юге Германии, но в течение следующих столетий они распространили своё влияние на Италию, Ирландию и Венгрию. Кельты зачастую выступали агрессивными захватчиками, и таким образом распространяли свое влияние и культуру. В других регионах, культура которых изначально не была кельтской, население перенимало кельтское искусство и материальную культуру в процессе ассимиляции. В то же время культура кельтов тоже испытывала внешнее влияние. Ранние археологические раскопки указывают на явное присутствие чужеродных элементов в украшениях и предметах быта кельтов. Особенно сильным оказалось воздействие скифской, греческой, этрусской и даже персидской культуры, вызванной завоеванием Фракии и Македонии империей Ахеменидов.
В течение VI века до н. э. центр самых богатых захоронений перемещается на запад Европы. Основные археологические находки сосредоточены в районе верхнего Рейна, в юго-западной Германии, Бургундии и Швейцарии. Археологи открыли несколько бургундских курганов. Самым значительным из них стал курган, обнаруженный в 1953 г. у подножья холма в Виксе, во французской коммуне Шатильон-сюр-Сен (фр. Châtillon-sur-Seine), возвышенность Кот д’Ор (фр. cote d’or), Бургундия. В нём было обнаружено богатое захоронение гальштатской «княгини». Богатый погребальным инвентарь был найден в гробнице, найденной в Райнхайме близ Саар-брюкена в 1954 году. Датируется она IV веком до н. э. Влиятельная женщина была погребена в великолепной могиле, её окружали предметы роскоши: витой золотой торквес со сложными украшениями в виде женских голов, поверх которых изображены головы сов, закрытый браслет, ажурные золотые кольца и другие золотые предметы.
Искусство кельтов этого периода отличается геометрическими орнаментами, прямыми линиями и треугольниками, а не изогнутыми заплетёнными линиями, типичными для более поздних периодов кельтского искусства, заполняющего узорами все пространство вещи или украшения. Среди историков ведется дискуссия относительно того, была ли гальштатская культура кельтской, или же она испытывала влияние кельтской культуры, но сама таковой не являлась. Несмотря на это, гальштатский период принято считать образцом раннекельтской культуры.
Период латена представлен разнообразными шейными гривнами, фибулами, браслетами, короткими мечами без перекрестия с железными ножнами и другими изделиями. Для некоторых изделий этого периода характерны богатые украшения, рельефные растительные узоры и изображения в виде масок. Богато инкрустированные и золотые украшения встречаются сравнительно редко, поэтому ученые предполагают, что их носили знатные люди, занимающие высокое общественное положение, также кельты носили стеклянные и янтарные ожерелья или браслеты, гривны из бронзы со вставками из кораллов.

## Ранний латен (500—300 гг. до н. э.)
У кельтов не было единой организации или державы, они представляли собой сообщество племен. Историки говорят о кельтах, как о целостном явлении, которое объединяло не только материальная культура, но и язык, культурные и религиозные традиции. На территории одних стран местное население быстро ассимилировалось с кельтами, в других регионах, наоборот, кельты смешивались с местным населением, создавая новую смешанную культуру (например, культура кельтоиберов в Испании). Бронзовый век представляет, в основном, Латенская культура, которая образовалась примерно в 5-м веке до нашей эры и, вероятно, совпадала с общественным переворотом, не сохранившимся в письменных источниках. Оно оказало существенное влияние на изменение культурных и торговых центров в северо-западной Европе.

Культуру кельтов в тот период, когда они получили наибольшее распространение в Европе (V—I вв. до н. э.), представили миру археологи в середине прошлого столетия, Она была названа латенской по местонахождению Ла-Тен в Швейцарии на Невшательском озере. Во второй половине XIX в. (1872 г.) Гильдебранд ввел понятие латенской эпохи как обозначения «второго железного века» кельтской культуры, следующего за «первым железным веком» — гальштатской эпохой.

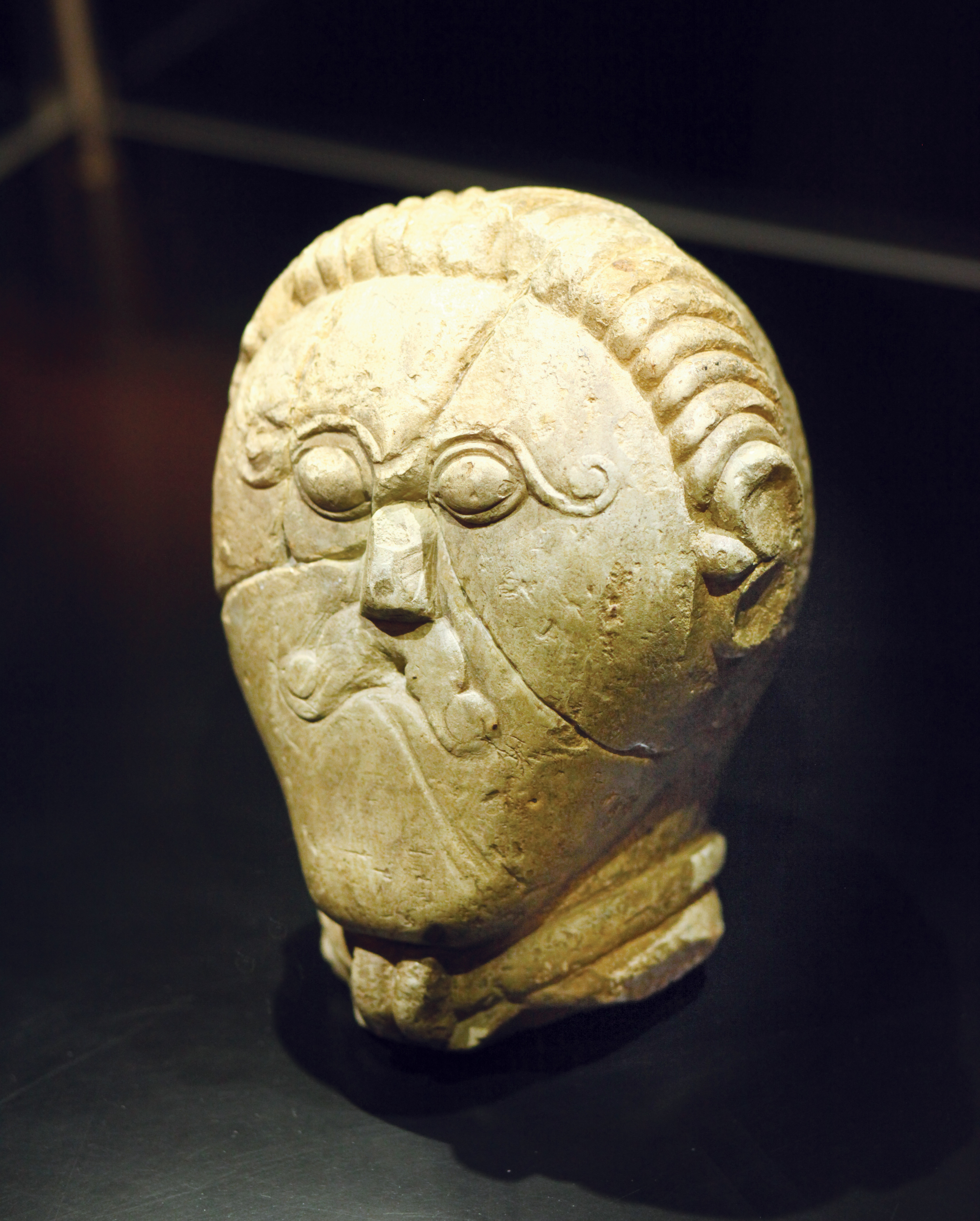
Скульптура с шейной гривной. Чехия. Образец раннего латена.

По мере того, как общество гальштатской культуры становилось влиятельнее и богаче, оно налаживало всё более крепкие торговые связи с другими регионами, особенно в Средиземноморье, стали появляться различные стили, включающие узоры китайского шёлка. Это подтверждают известные археологические находки: большой бронзовый сосуд Викс ёмкостью 1100 литров, сделанный в Великой Греции (ныне юг Италии). В хохдорфской гробнице найден сосуд с изображениями лежащих на ободе львов, один из которых выполнен местным мастером в стиле, мало повторяющим греческий стиль, который применим к остальным изображениям.
Религиозные мотивы находят отражение в выдающихся образцах искусства: бронзовые колёсные тележки, наполненные фигурками людей. Уменьшенные изображения людей были найдены в посуде, вероятно, они служили подношением богам. Археологи находили их рядом с захоронениями, как и каменные изваяния людей, которые, вероятно, изображали богов. Крупнейшее захоронение из 10 000 деревянных фигурок и фрагментов частей тела были найдены в Шамальере, Франция.
Среди других, часто встречающихся образцов искусства этого периода, присутствуют человеческие и птичьи лица и головы, выполненные из камня или металла, как часть украшений или предметов. При этом иногда лица были созданы таким образом, что, если смотреть на них с разных точек, возникала иллюзия изменения мимики. Если человек был изображен полностью, то голова представлялась непропорционально крупной, что, вероятно, было отражением кельтских религиозных убеждений.
Работы раннелатенского стиля своими чертами и мотивами восходят к италийско-этрусским образцам, другими элементами они напоминают более отдаленное, греческое, а также иранско-персидское и среднеазиатское происхождение. Перед концом 5 века в кельтском искусстве появляется мотив человеческой маски. Иногда они увенчаны двулистной короной и сопутствующим ему мотивом так называемых «рыбьих пузырей». Археологи находили тонко отчеканенные маски из золота и бронзы, основа которых часто изготавливалась из железа, например, золотые пластины, найдены в кургане Шварценбах, а также выпуклые украшения конской сбруи (фаллары) из захоронения возле Подборжан в Чехии.

Вскоре у кельтских художников появляются новые мотивы. Особенно типичными для второй половины латенского периода становятся растительные орнаменты, которые были заимствованы с юга. Это часто встречающиеся листовидные пальметки, завитки и цветы лотоса. Позже они появляются в комбинированных рисунках в виде буквы S, образуя различные лировидные узоры. Как правило, они расположены рядом или соединены друг с другом, иногда образуют сплошной ряд, или два S-образных рисунка. Соединяясь, узоры образуют основной мотив — S-образную лиру, часто в комбинации с пальметами (лировидные пальметки). Пальметки тоже видоизменяются, мастера используют их самым различным образом: соединяют с лирой в одно целое, изображают половинку или часть лиры в различных вариантах. Все больше проникает в кельтскую орнаментику спираль, используемая в различных комбинациях. Её неустанно изменяют, делая более массивной, пластичной и трубкообразной. Используют, как правовращающиеся, так и левовращающиеся формы, которые затем, во время расцвета кельтского искусства, выражаются в виде весьма сложных композиций. Иногда они представляют собой плоские арабески, иногда подчеркивают рельефную форму, иногда возникают в виде вихревых схем и узоров. Постепенно появляется новая черта в кельтском искусстве: художники отходят от точной симметрии, переходя к свободной соразмерности, в отдельных случаях — к асимметричности. Появляются многочисленные варианты нескольких основных криволинейных мотивов. Они выполняются «с удивительным чувством и изобретательностью, составляя богатые композиции, в которых скрыта не всегда понятная потомкам символика».

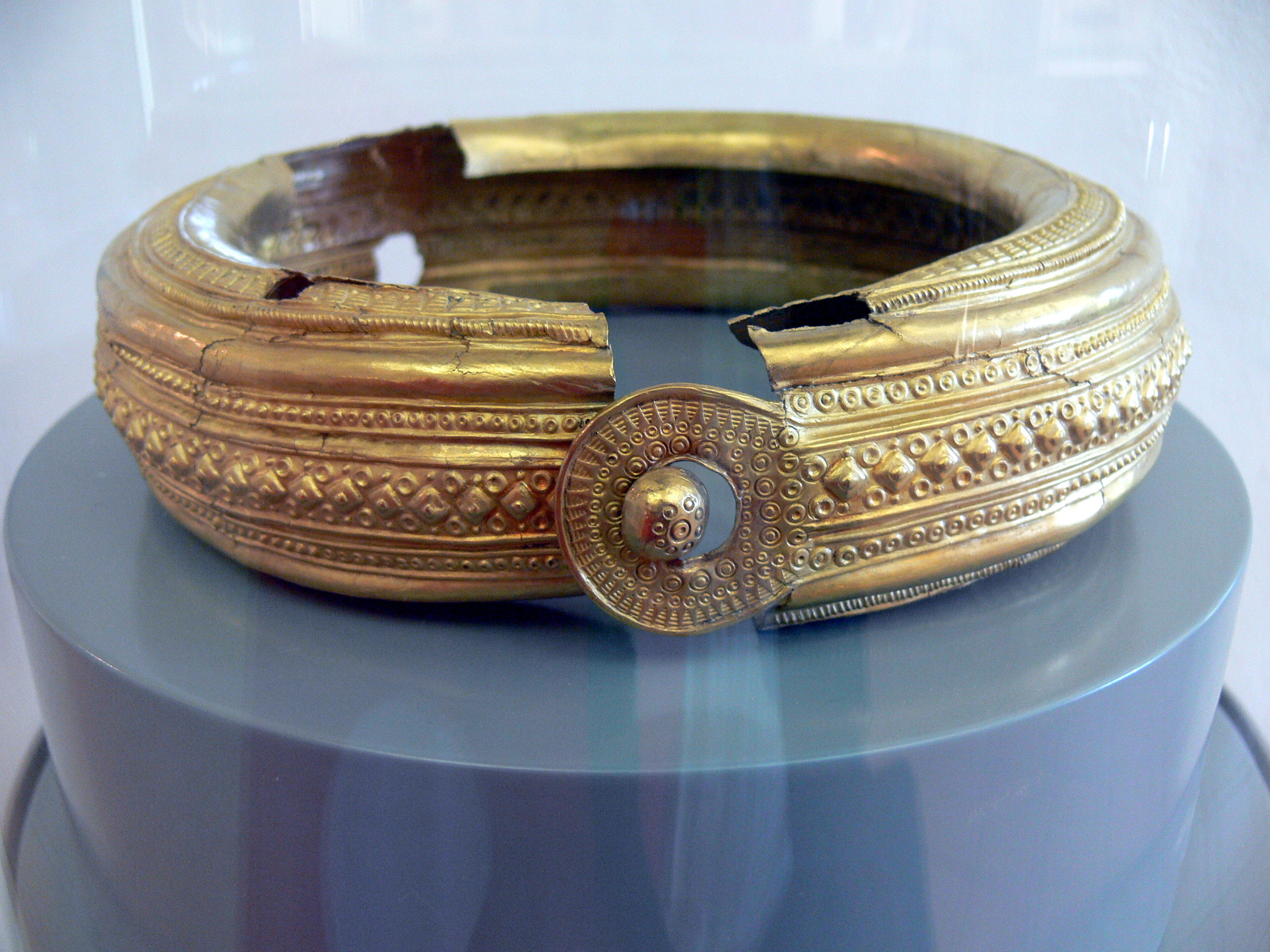
Гельштатдкое украшение для воротника 550 г.д.н.э., Австрия
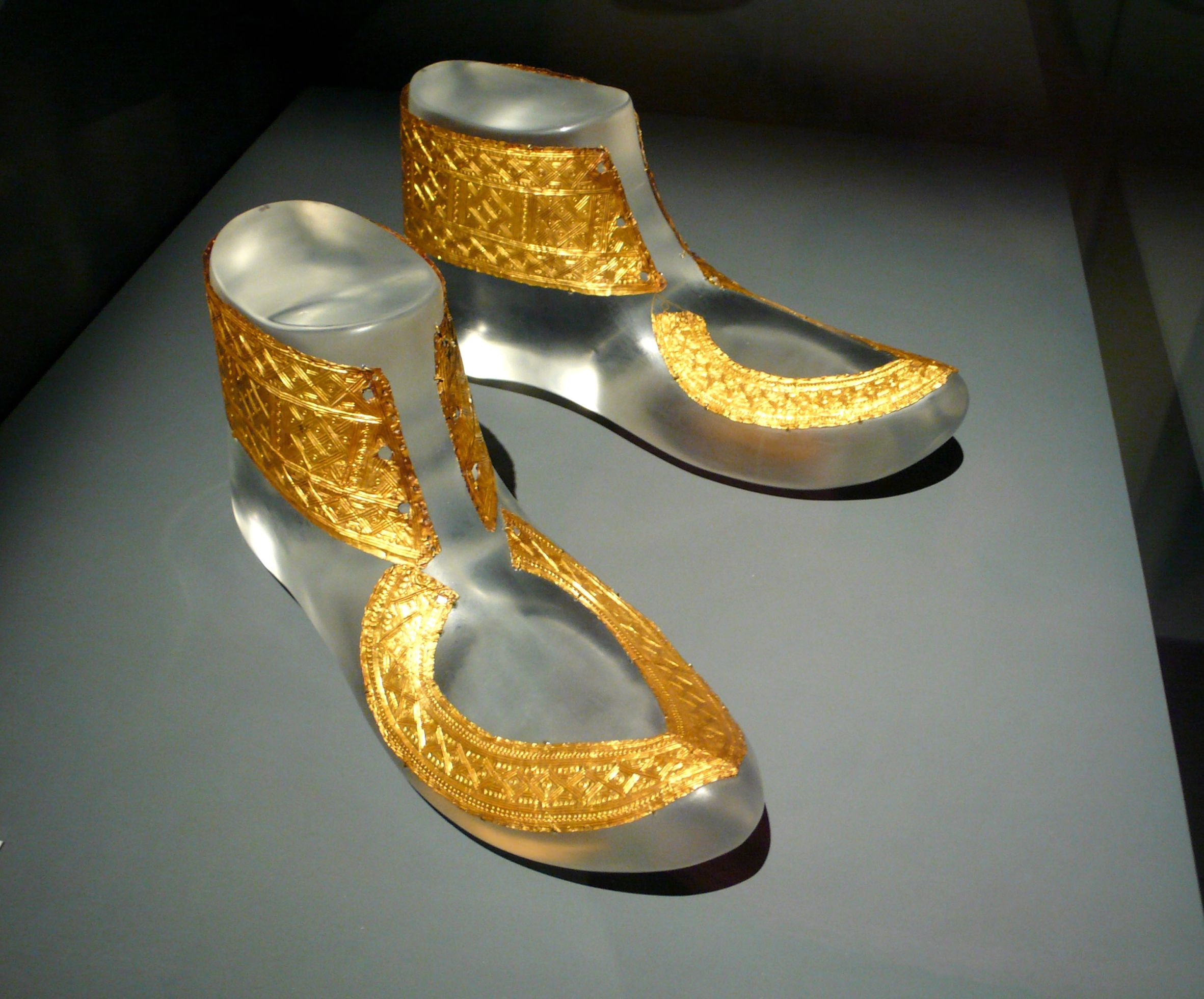
Золотые обувные бляшки из Хохдорфской гробницы, Германия. ок. 530 до н.э.
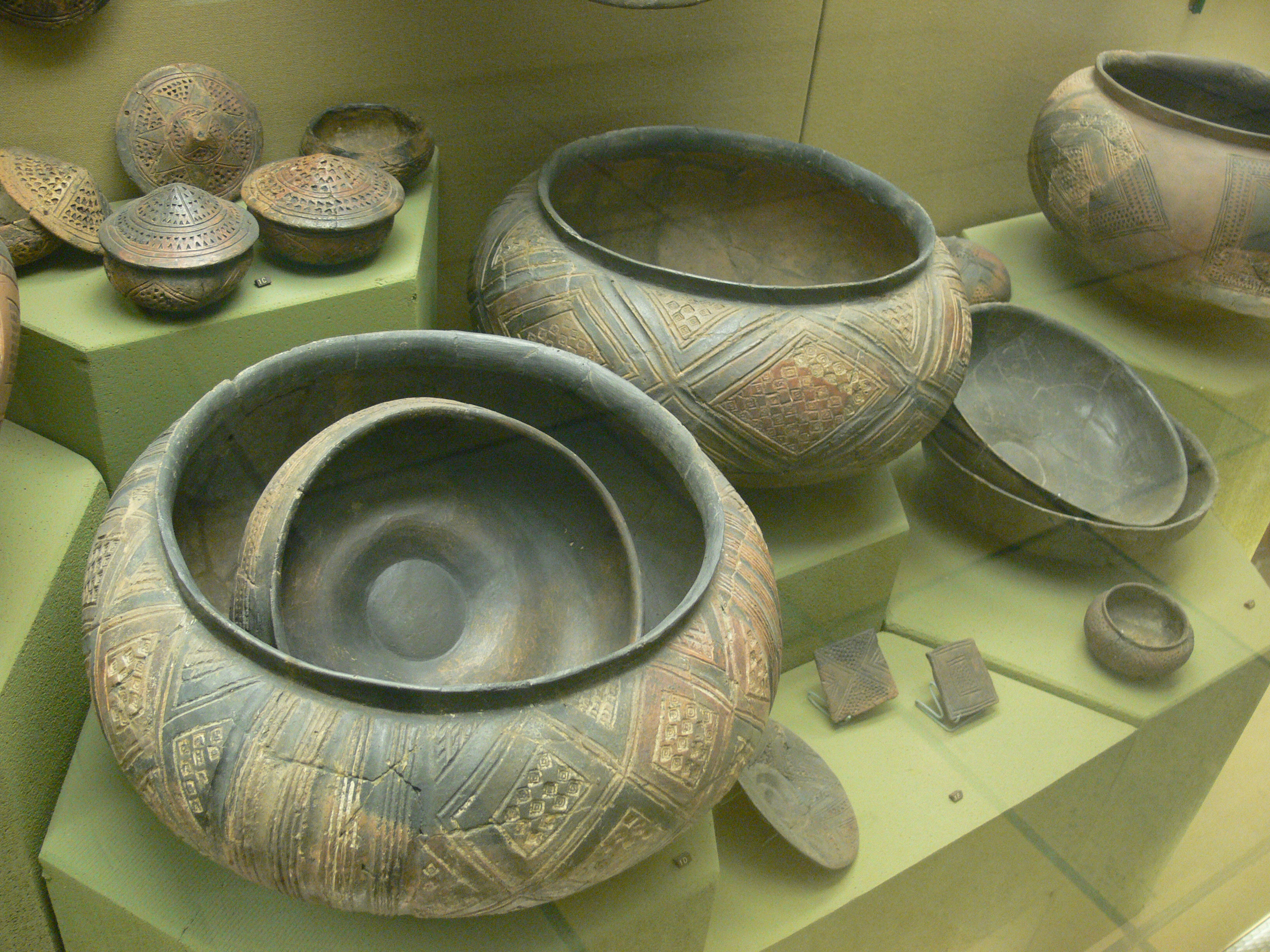
Керамика из Хойнебурга, Германия
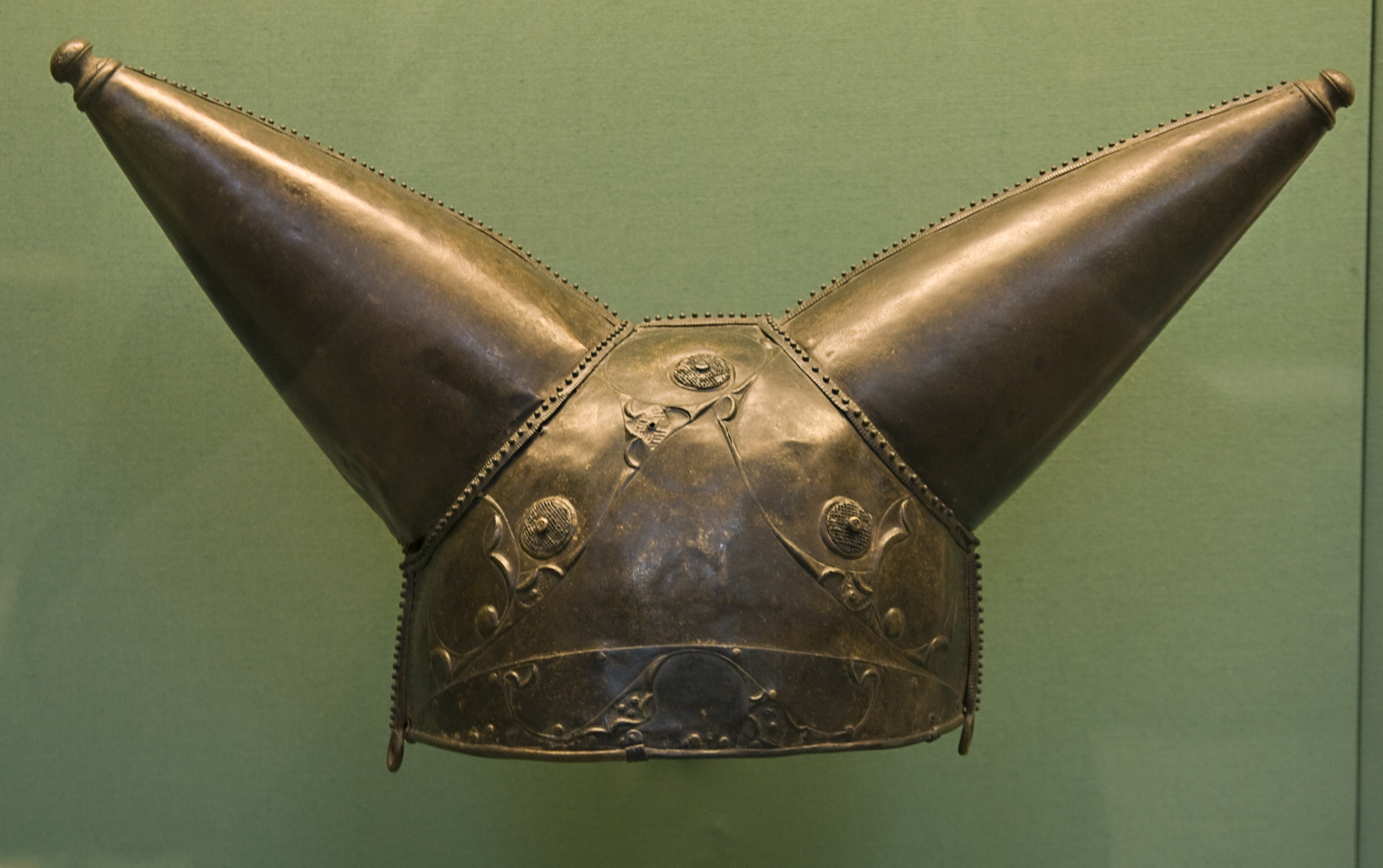
Шлем Ватерло. Франция.
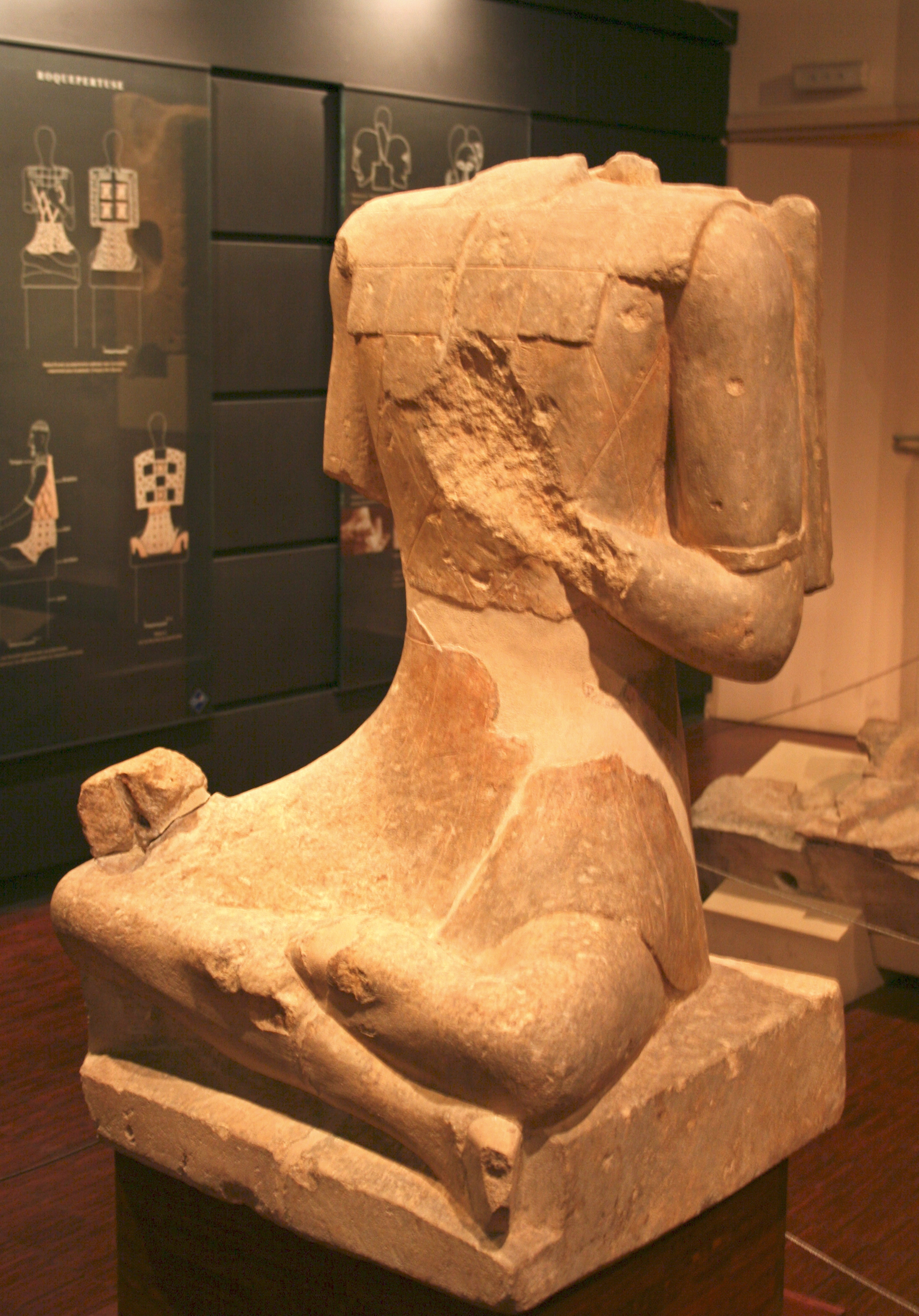
Фрагменты скульптуры кельтского святилища во Франции.
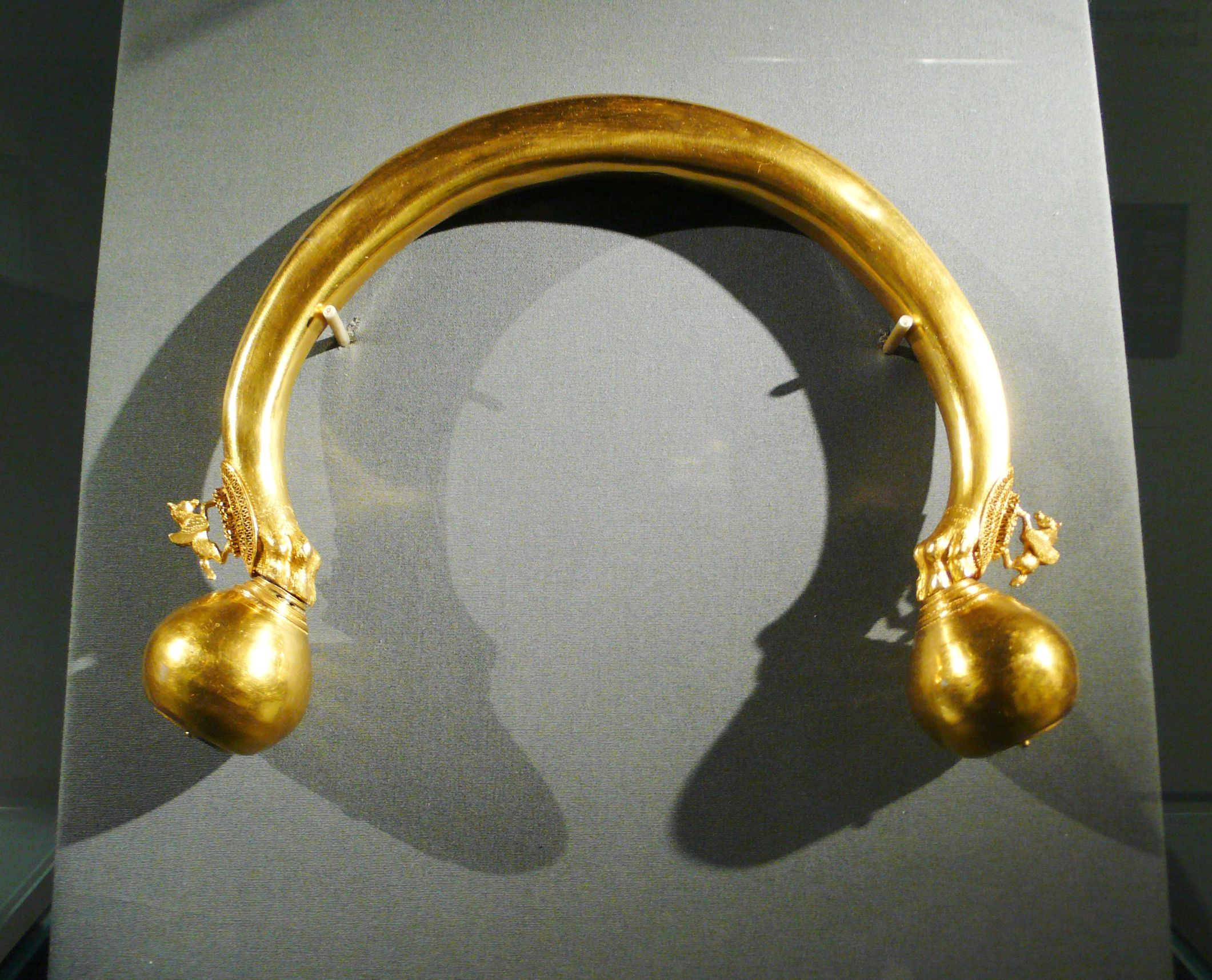
Шейная золотая гривна Викса, 480 год до н. э.

## Средний латен (300—100 гг. до н. э.)
Археологические находки показывают, что среди кельтов господствующую позицию занимала военная аристократия, так как помимо ювелирных украшений, было найдено множество военных изделий и оружия, однако похоронные обряды в этот период становятся гораздо скромнее, поэтому на месте захоронений, как правило, отсутствуют ритуальные предметы и украшения.

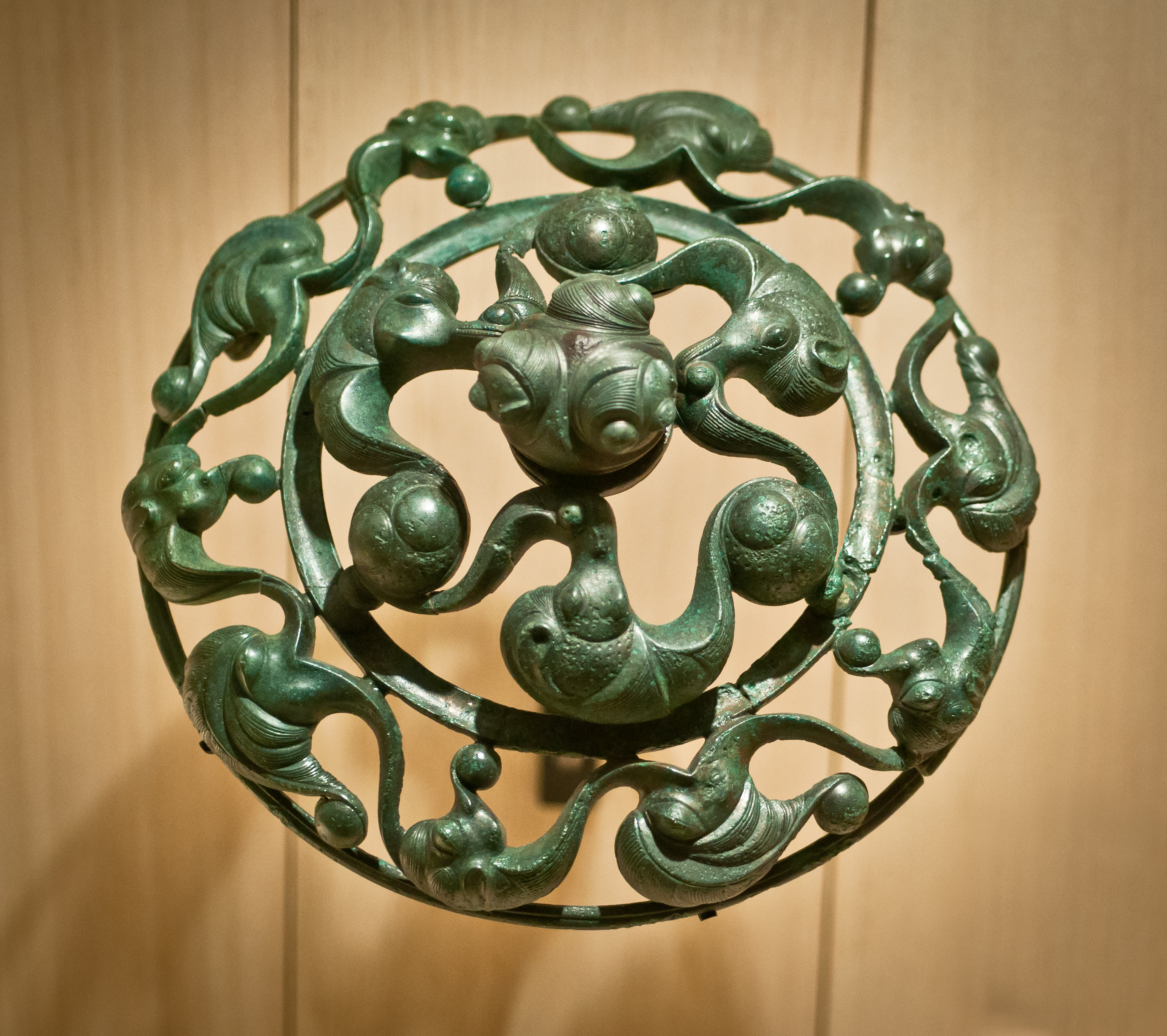
Бронзовое украшение, образец «растительного искусства»

Находки среднего латена демонстрируют продолжение совершенствования «растительной» фазы кельтского искусства. Впервые появляются плетёные орнаменты; «стиль мечей» (250 год до н. э.) продолжает традиции вальдальгесхаймского искусства, отличающегося большей рельефностью и тем, что растительным орнаментом обильно украшаются ножны и мечи. Данное искусство особенно было распространено на территории нынешней Швейцарии и на Балканах. «Пластичная» или «трёхмерная» фаза, последовавшая после «стиля мечей», проявилась в орнаментах обилием стилизованных изображений людей и животных и получила название периода искусства оппидов (ок. 125-50 годов до н. э., 2-я половина II и1-я половина I века). В изображениях и изделиях прослеживается сильное влияние римского провинциального искусства, появляющегося на фоне самобытного кельтского стиля.

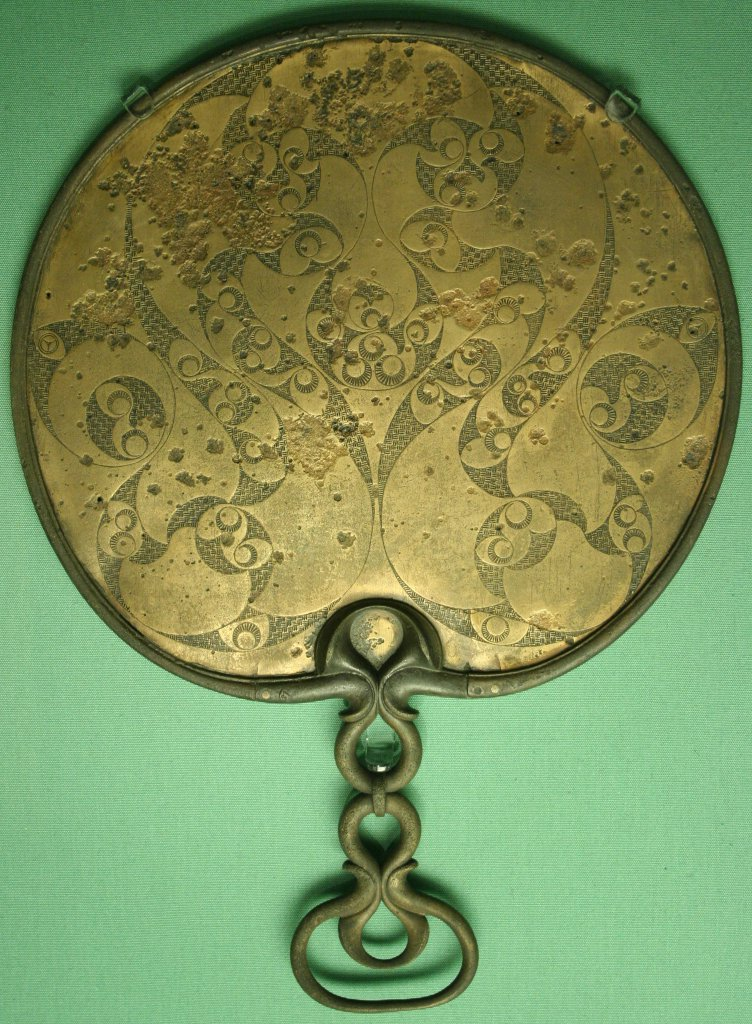
Обратная сторона британского бронзового зеркала с кельтским орнаментом (50 год до н. э. — 50 год н. э.)

В искусстве богатых континентальных кельтов на рубеже нашей эры, прежде чем они были завоёваны римлянами, отчетливо прослеживалось влияние внешних стилей. Встречаются изделия, которые, вероятно, были изготовлены иностранными мастерами специально для кельтов. В частности, концы изделий украшались крупными шарами или изображениями в виде лап льва, добавлялись бляшки с кольцами и крылатыми конями. В то же время исследователи отмечают, что кельты никогда не становились простыми копировальщиками каких бы то ни было образцов, как греко-этрусских, так и восточных.

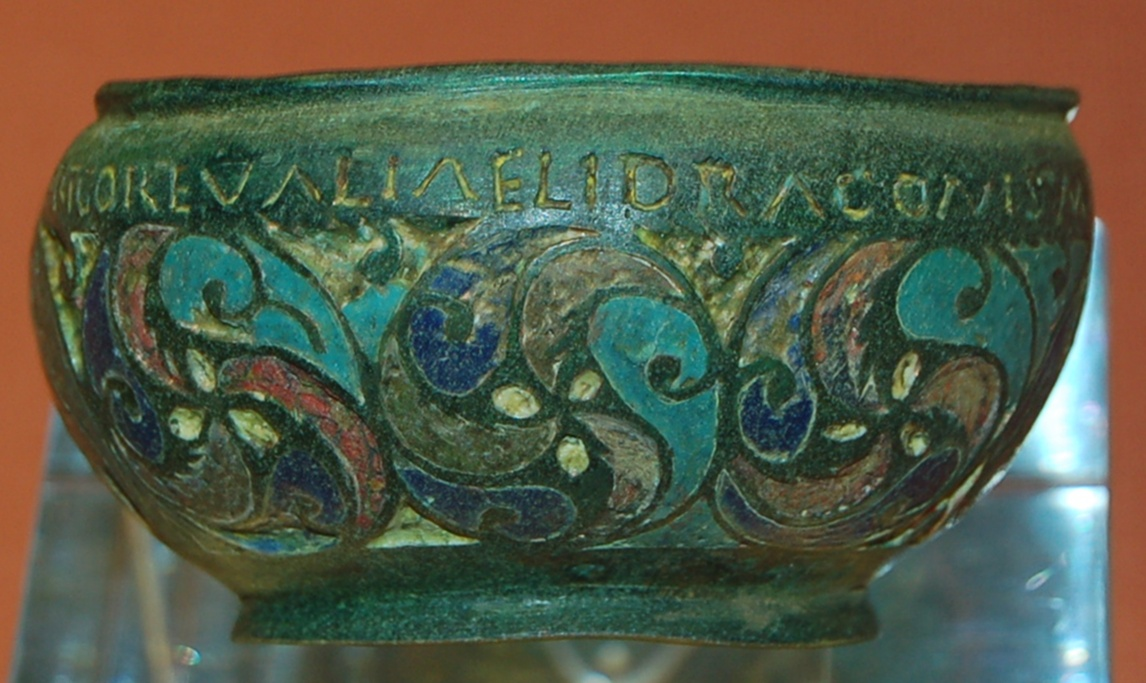
Стаффордширская мурландская чаша из Британии, II век н.э, пример сочетания римского и кельтского стилей.

К III веку нашей эры кельты начали производить чеканку монет, подражая греческим, а позже и римским монетам. Позднее монеты кельтов приобрели уникальный стиль, в котором использовался кельтский орнамент со стилизованными изображениями людей и лошадей. Южные бриты изготавливали бронзовые зеркала с резной ручкой и гравировкой на обратной стороне. 50 таких зеркал, украшенных уникальным дизайном с абстрактными и криволинейными мотивами, были найдены в Шотландии.
Несмотря на то, что ирландское искусство играло ключевую роль в кельтской культуре в эпоху раннего средневековья, в Ирландии почти не обнаружено образцов предметов и украшений Латенской культуры. они встречаются изредка и, как правило, имеют хорошее качество, что говорит о том, что они покупались состоятельными людьми. В Ирландии чаще встречаются образцы Гельштадской культуры, в частности гравированные ножны. Исходя из этого, можно делать выводы, что в Британии и Ирландии были достаточно слабо представлены кельтские народы, однако завоевание континентальной Европы Римской империей кардинально изменило ситуацию и спровоцировало постоянные наплывы беженцев на острова, преимущественно кельтского населения. Таким образом, латенское искусство продолжало развиваться в землях Шотландии и в северо-западных районах Великобритании, что дало начало новому островному кельтскому стилю, формировавшемуся под возрастающим влиянием христианской религии.
В частности, обилие археологических находок кельтского искусства приходится на I—II века нашей эры, однако практически отсутствует в III—IV веках. Причиной тому могла служить нестабильность и постоянные войны. К этому времени историки относят заселение кельтами Британских островов. Предположительно, в Ирландии была особая группа кельтов (гэлы), которые в это время заселили острова.
Искусство кельтских ремесленников представлено множеством изделий из глины и других материалов. Они обрабатывали металлы: золото и бронзу, реже серебро. Металлические изделия, выполненные кельтскими мастерами, покрыты орнаментами, закрывающими всю поверхность. Они представляют собой большое количество сочетаний немногочисленных криволинейных элементов декора, которые являются для кельтов основными. В них отражается большое мастерство и художественный вкус ремесленников, применяющих асимметричные узоры, отсылающих зрителей к натуралистическим формам и гармонично сочетающих абстрактные и геометрические варианты композиций.
Среди континентального населения, подвергнувшегося ассимиляции со стороны римлян и германцев, ещё было заметно влияние кельтского народного искусства, в частности, в римском гончарном ремесле, распространенном среди галлов. Галлия в это время становится крупнейшим производителем гончарных изделий, поставляемых в разные регионы Рима, в которых, помимо изображений божеств и животных, также могли создаваться изделия, украшенные «местным» орнаментом и стилизованными изображениями. В Римской Британии стиль украшений представлял собой синтез римского стиля и кельтского латенского искусства. Также в Британии для украшения изготавливаемых предметов быта и искусства использовалось гораздо больше эмали, чем в прочих регионах Римской Империи. Например, на брошах и других украшениях могли изображаться драконы, демонстрирующие преемственность кельтской культуры.

Пример континентального искусства
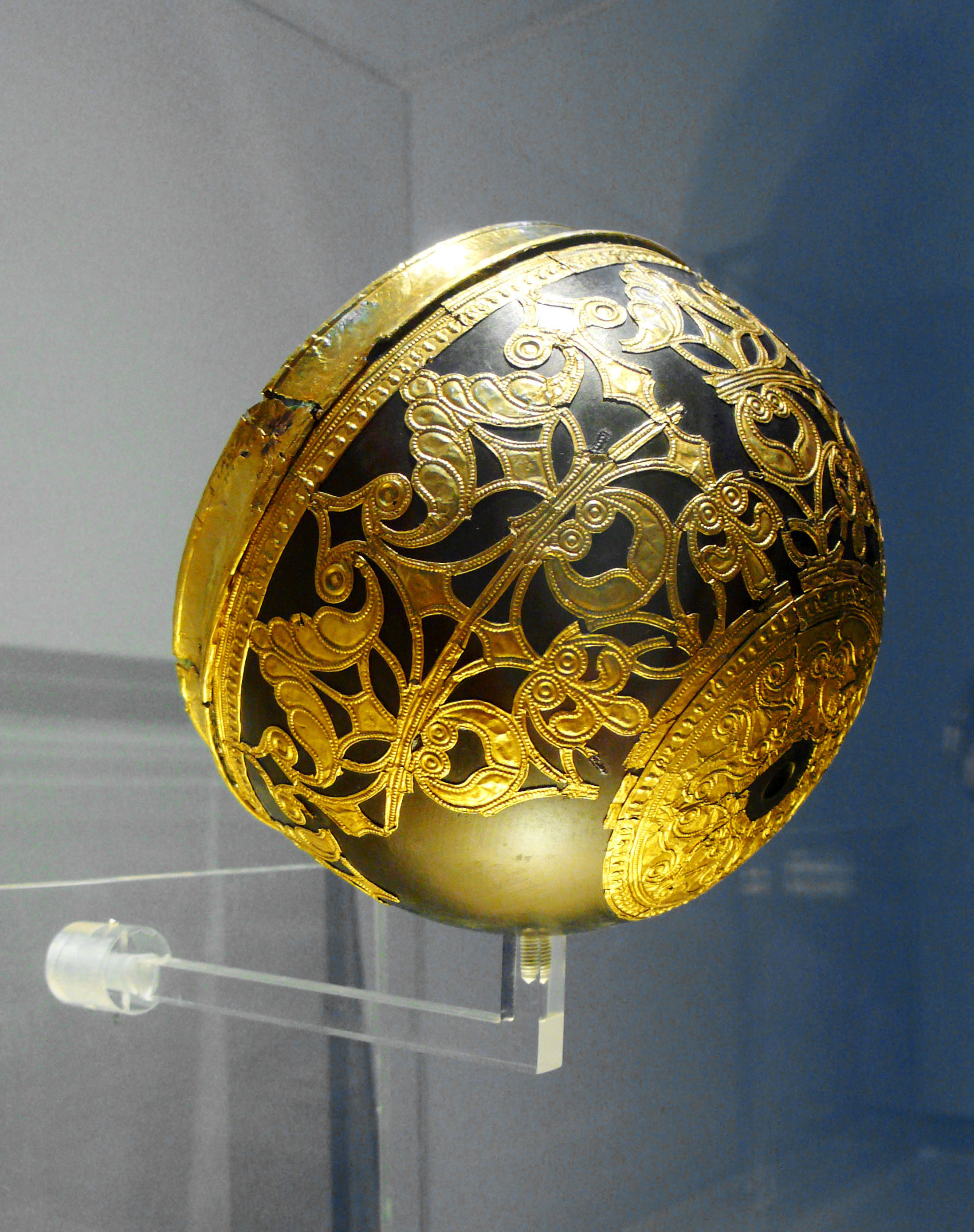
Золотая чаша, чей стиль создан под влиянием средиземноморских мотивов, 4 век до н. э.
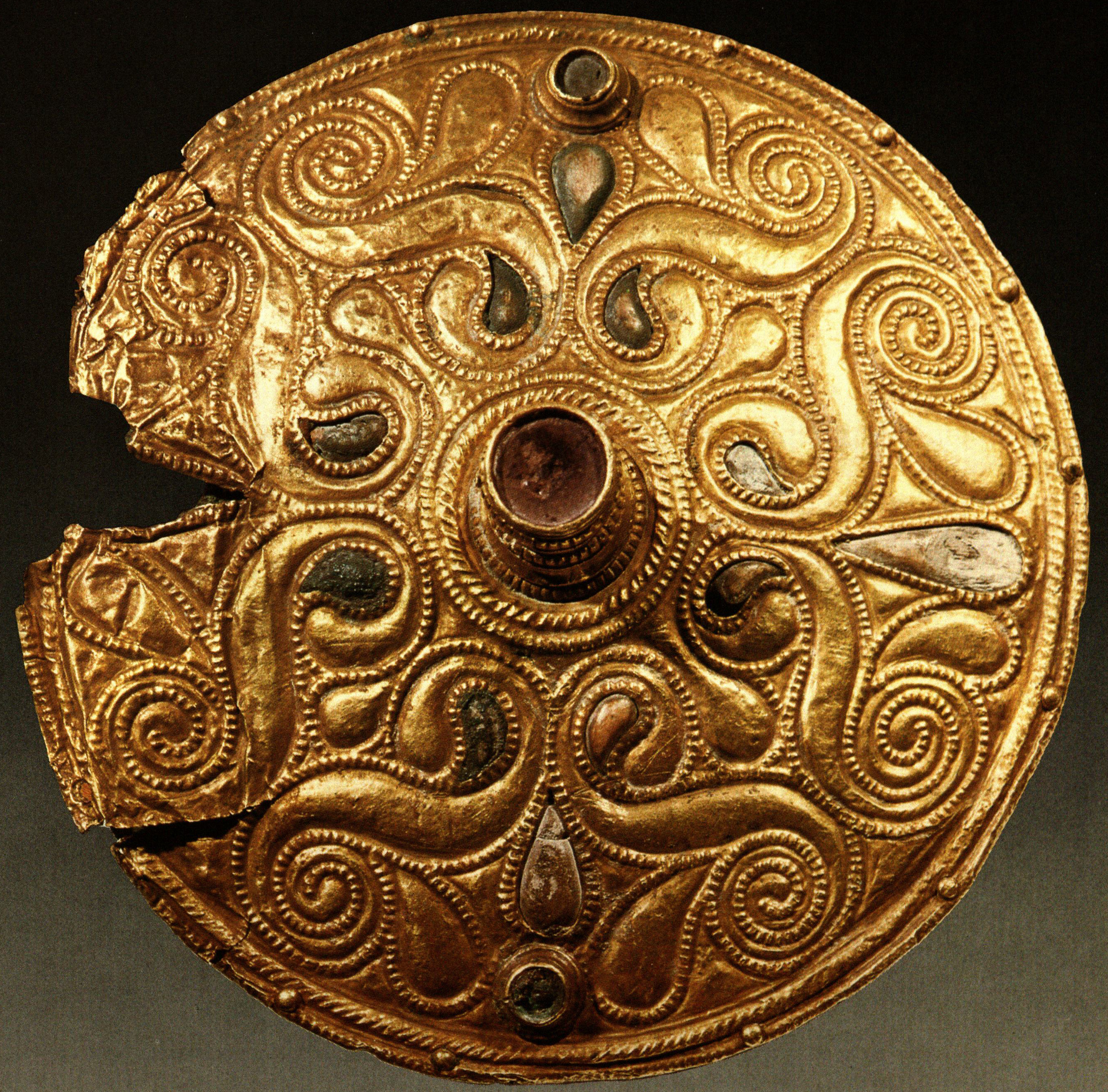
Золотая брошь, IV век до н. э.
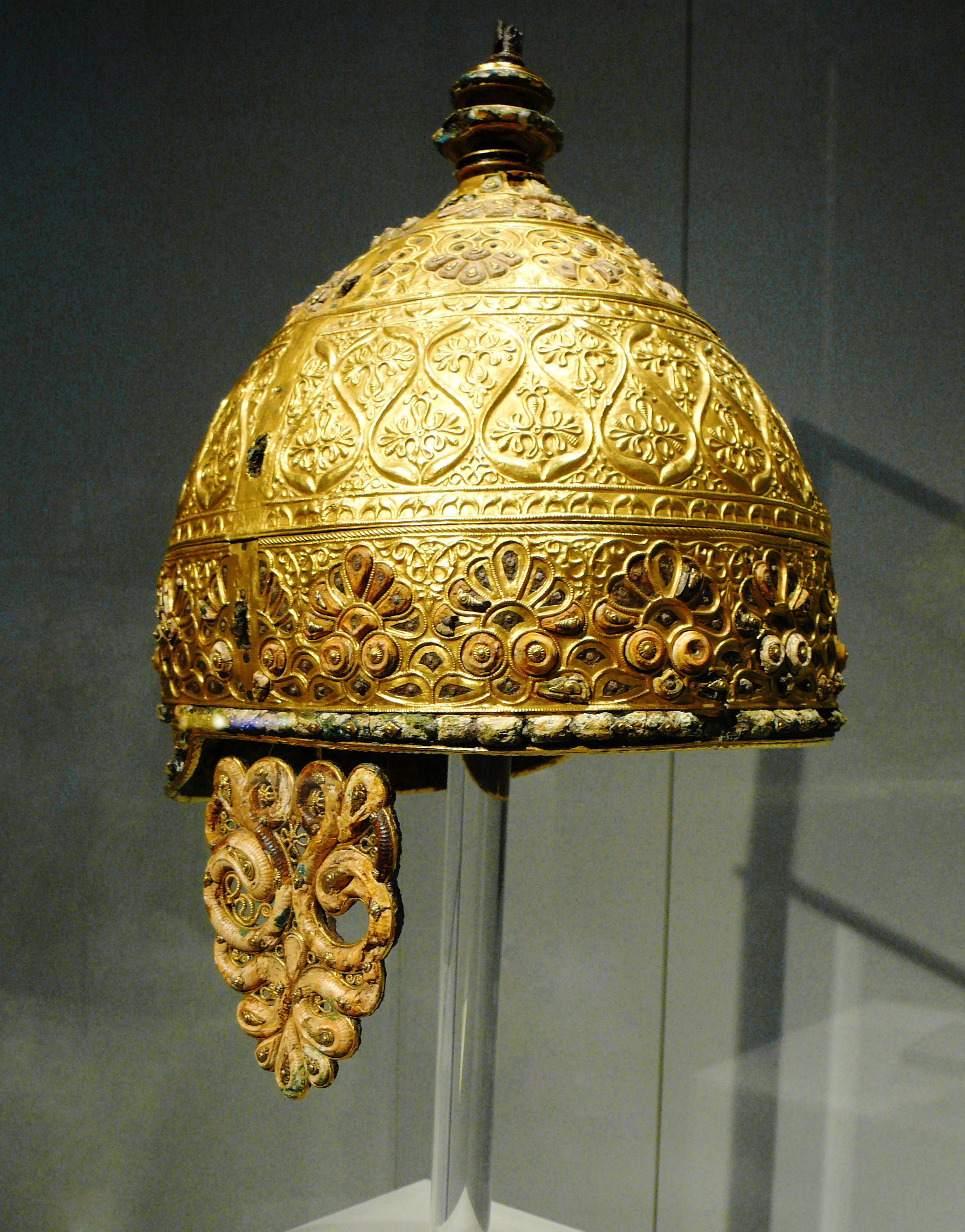
Агрисский шлем. Франция 350 год до н.э., оформлен в средиземноморском стиле
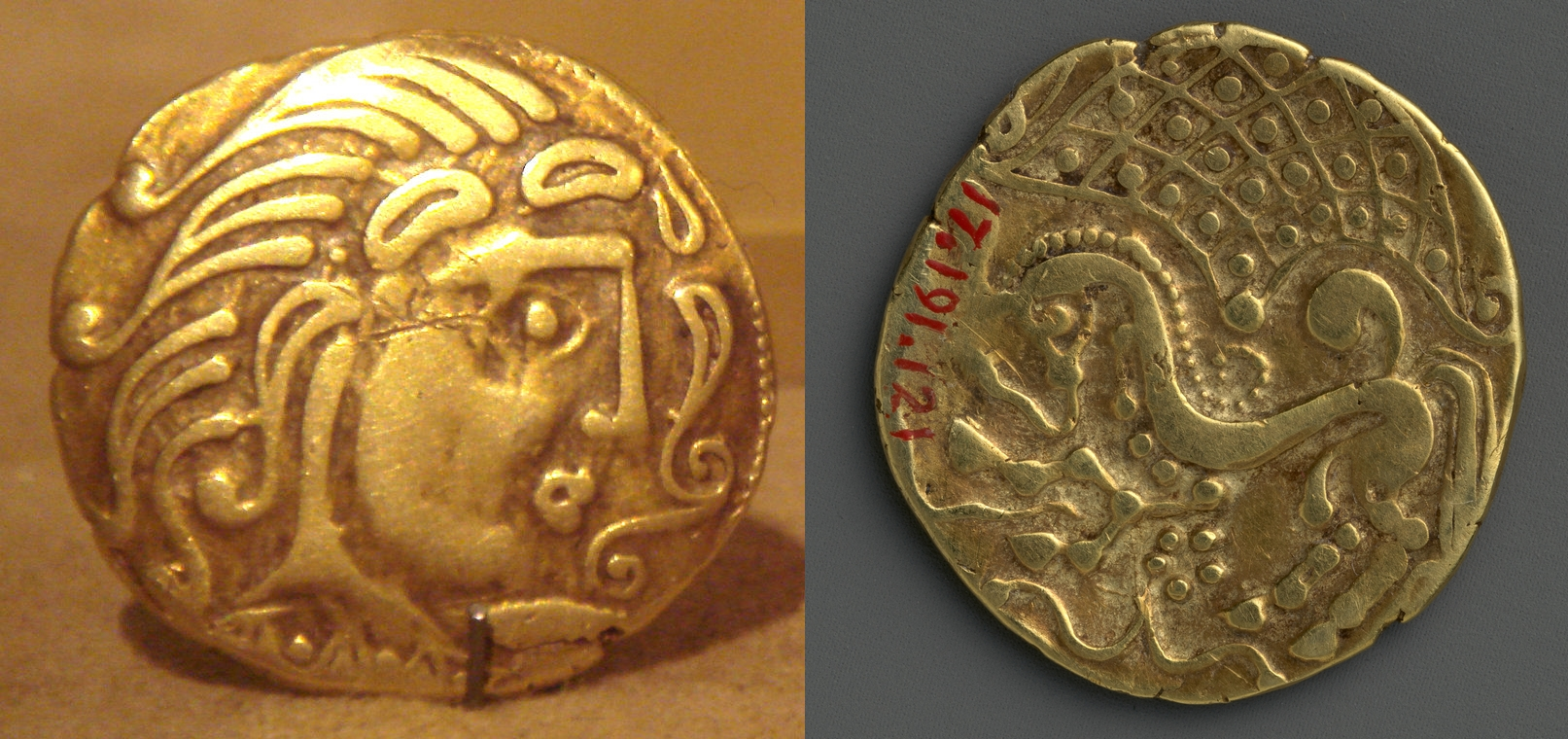
Монеты кельтского племени Паризии I век до н. э.
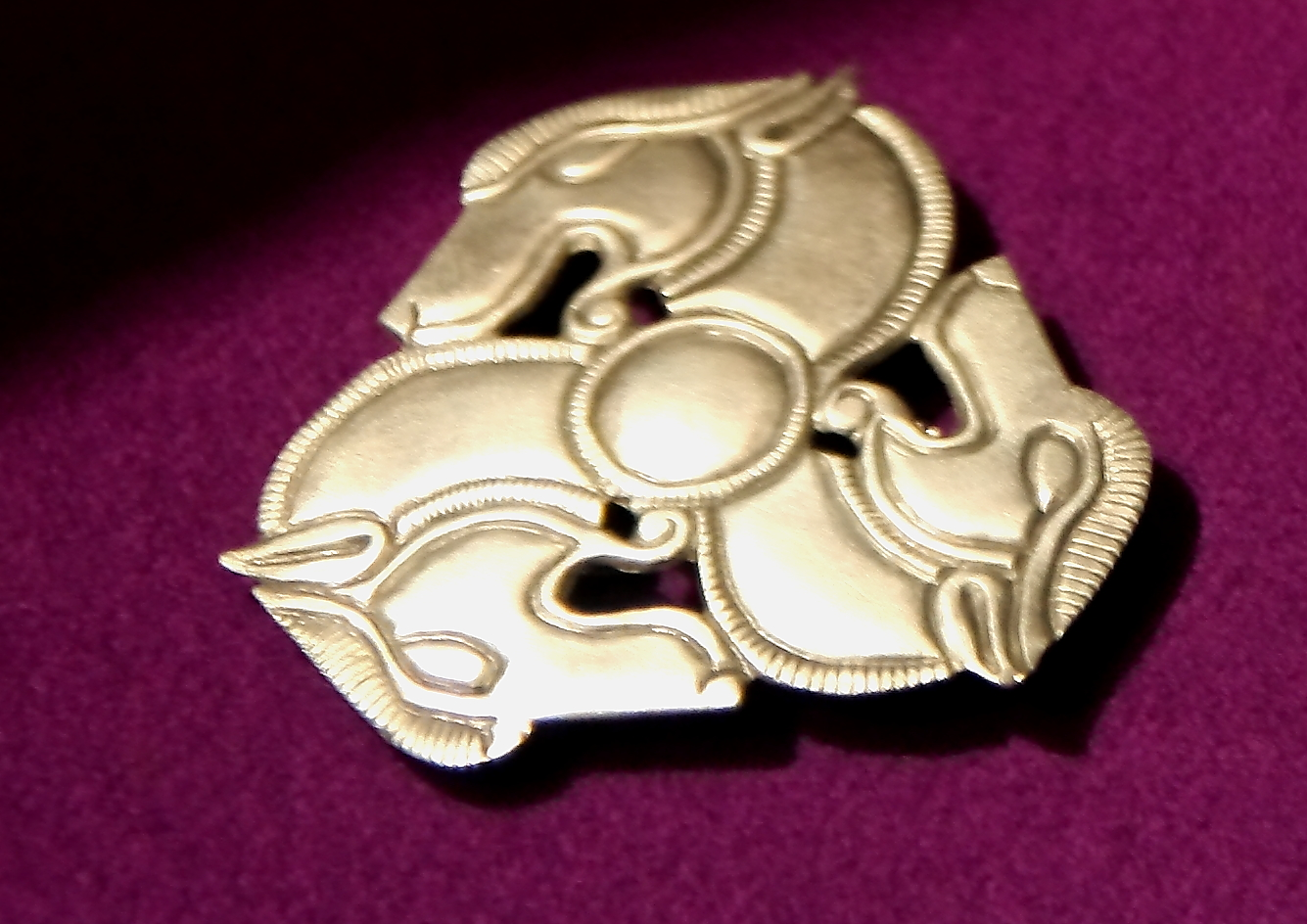
Пример украшения латенской культуры

Пример британского искусства
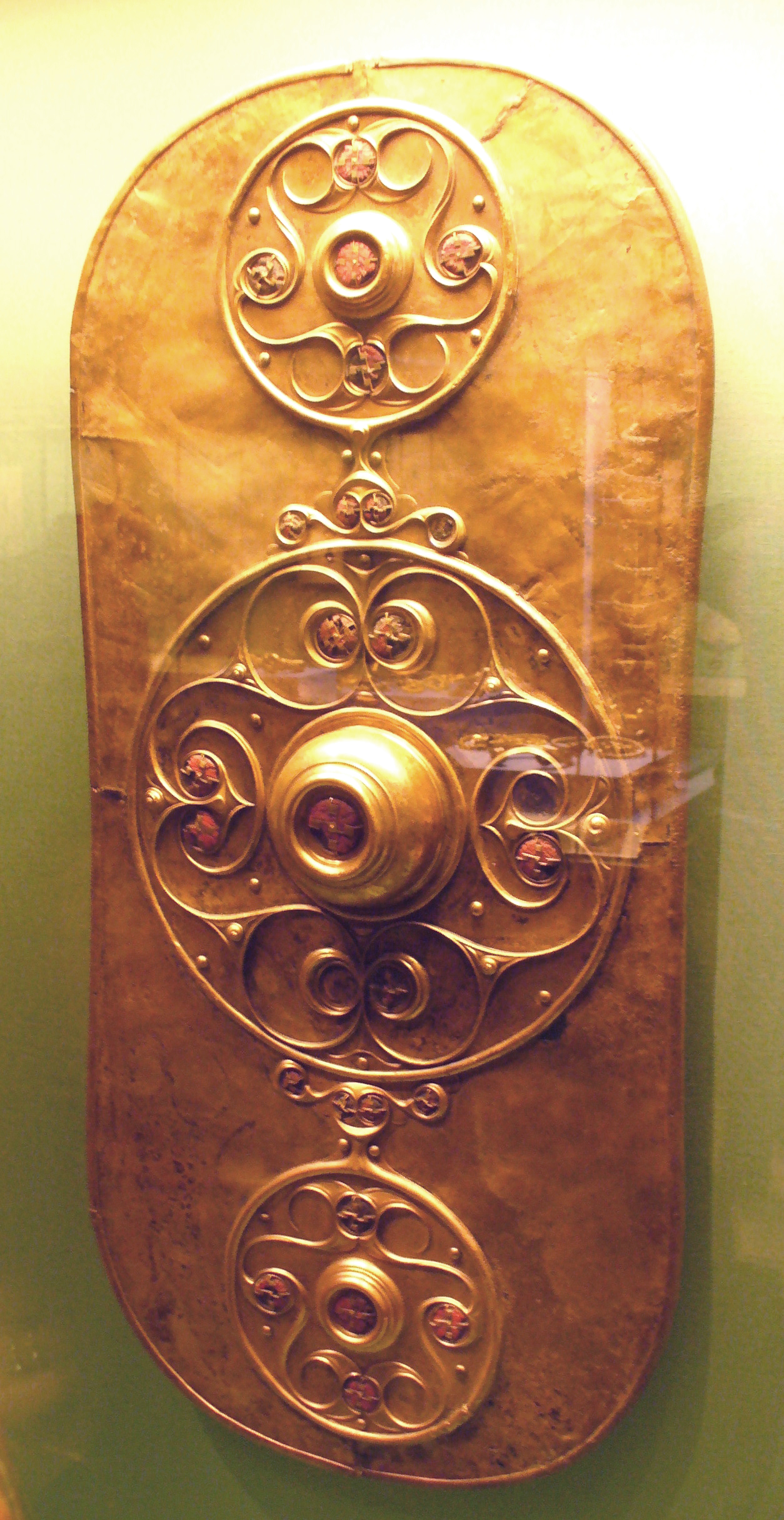
Щит Баттерси, созданный для ритуальных целей, Англия 3 век до н. э.
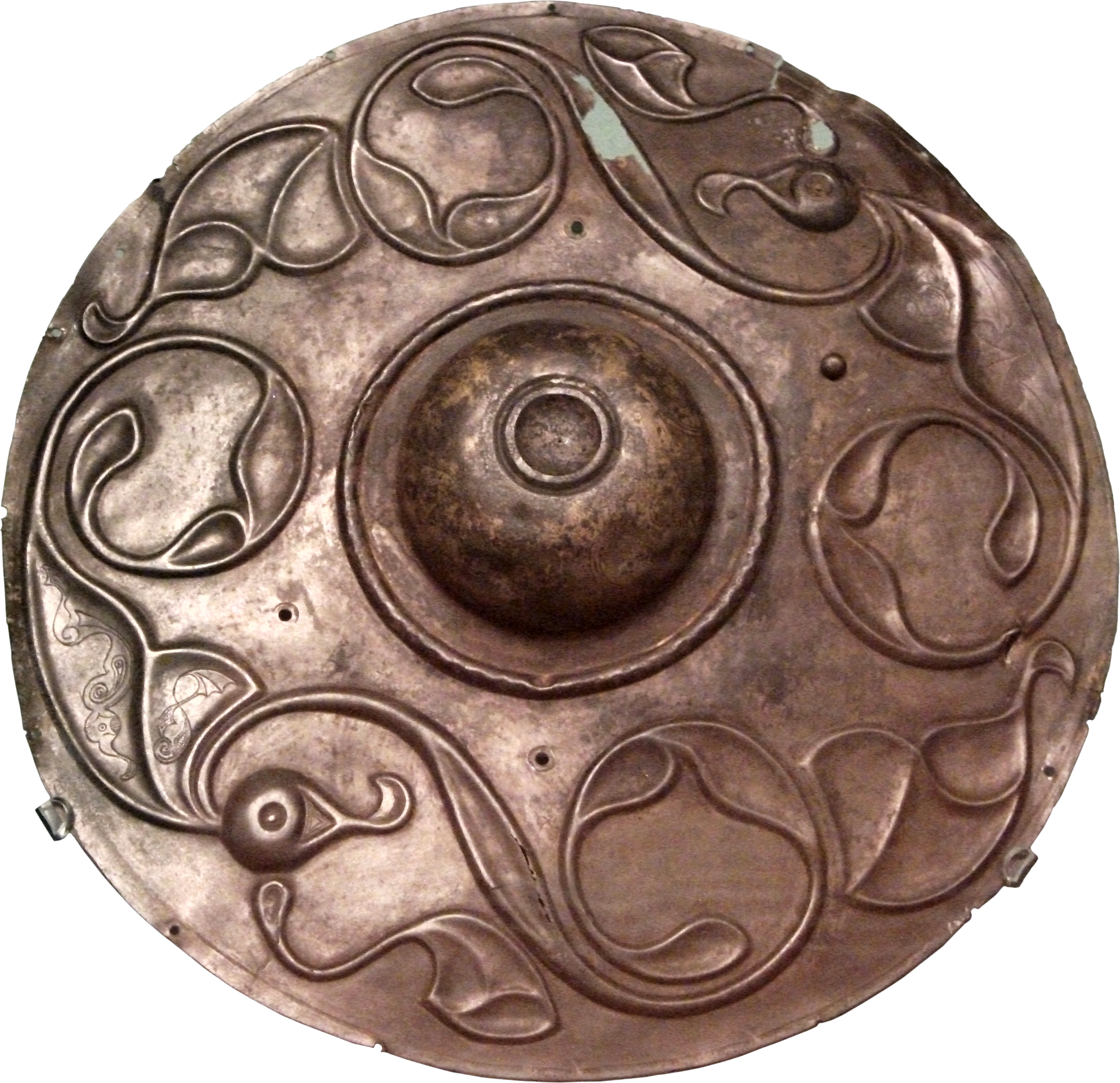
Вандсвордский Щит, пример «пластичного искусства»
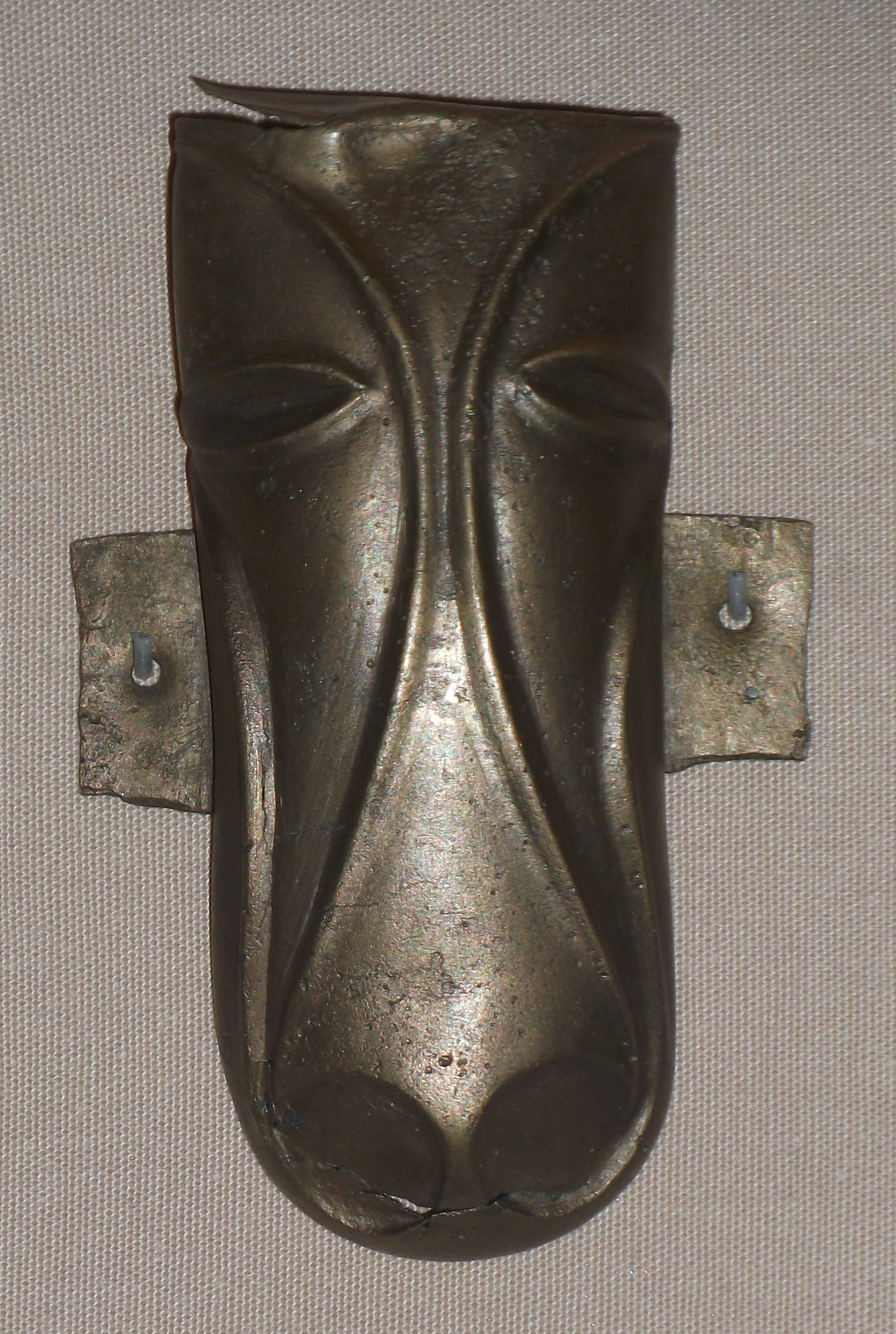
Бронзовое крепление 1 век до н. э.
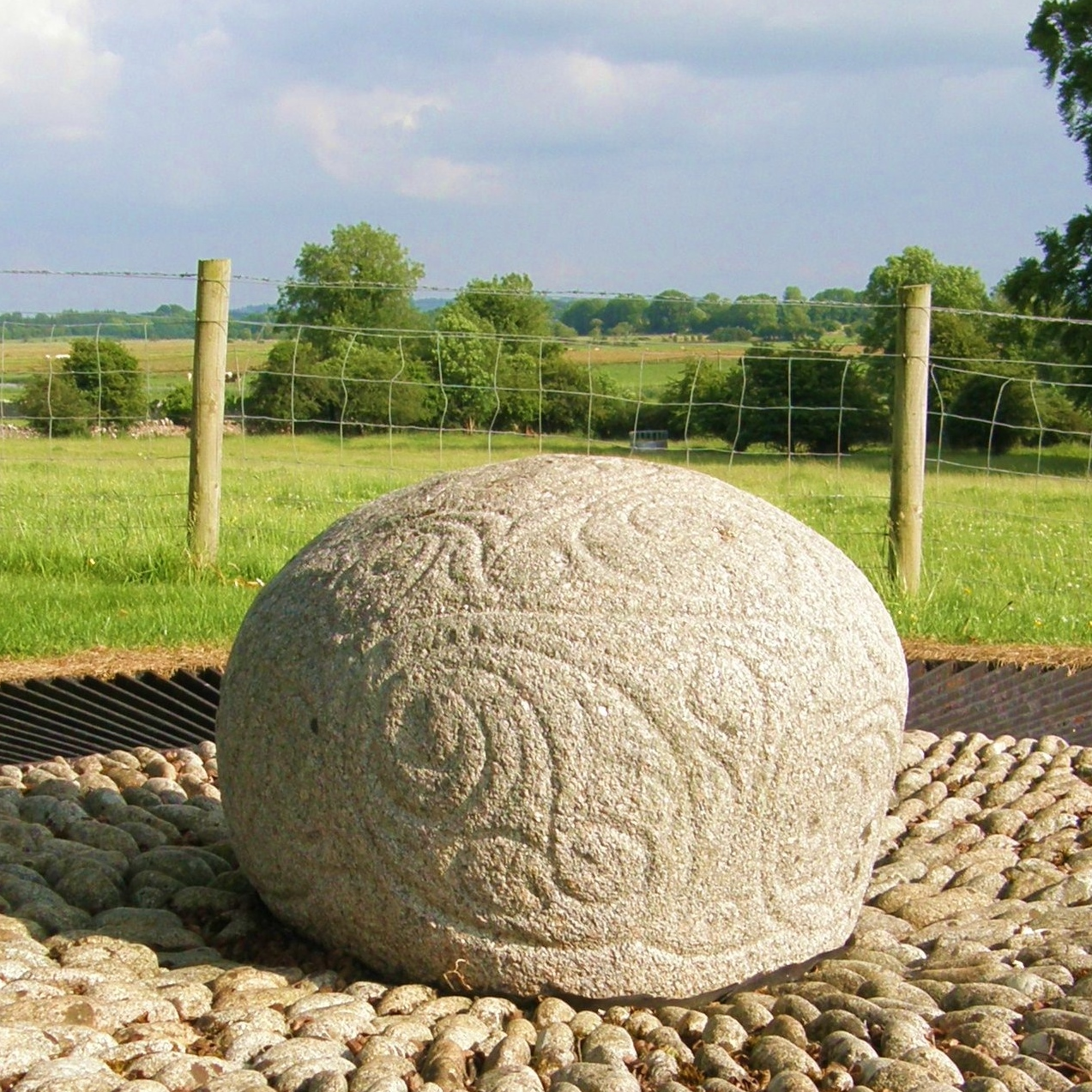
Орнаментированный камень

## Раннее средневековье

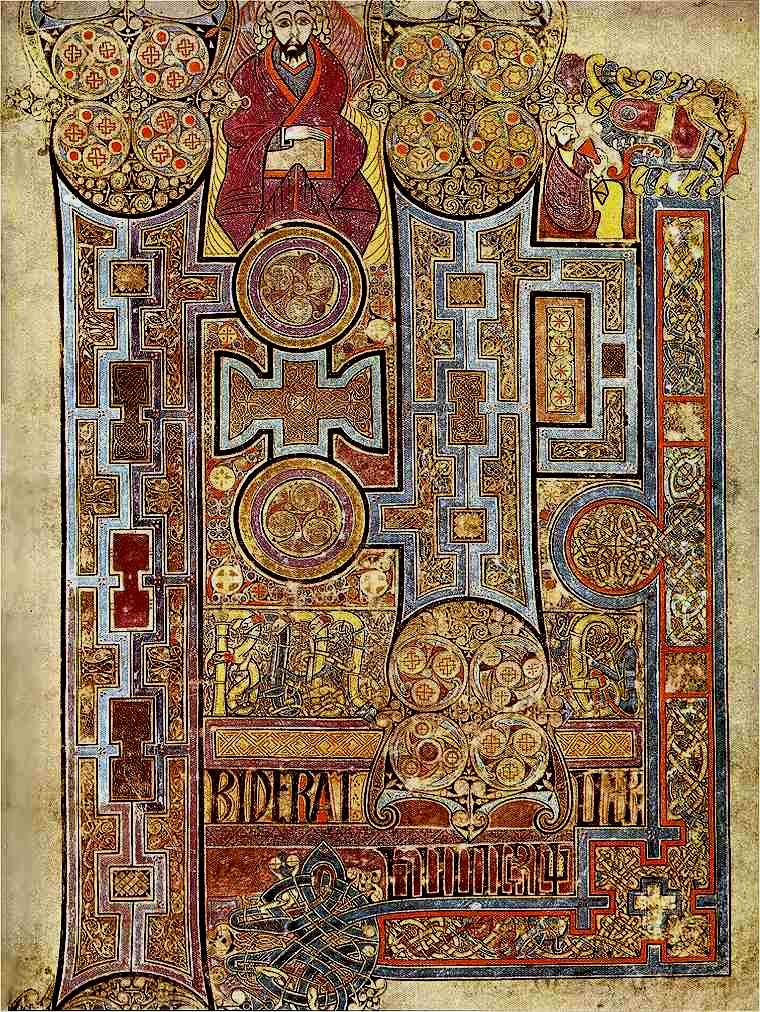
Келлская книга содержит богато украшенный текст, которым начинается Евангелие от Иоанна.

После латенского расцвета в кельтском искусстве наступает эпоха упадка, которая связана не столько с искусством, сколько с политическими событиями: начинается его медленный, но неуклонный закат, вызванный военными действиями Рима. Правители Римской империи отстранили кельтов от участия во всеобщей европейской политической жизни, завоевав Цизальпийскую Галлию в 200 г. до Р. Х. В 133 г. взята Нуманция в Испании, Прованс (Нарбонская Галлия) завоеван в 123 г. Галлия покорена между 58 и 52 гг. Капитуляция Верцингеторига под Алезией положила конец независимому существованию кельтского континентального мира сначала в области политической, а затем в религиозной, языковой и культурной. Искусство орнамента у кельтов в этот период переживает упадок, но их наследие позднее перенимают и перерабатывают германцы. Кельтская культура в эпоху раннего средневековья представлена в Ирландии и частично — в Британии (римская провинция) после того, как Римская империя после 700-летней гегемонии утеряла своё влияние в Британии, но оставила после себя богатое наследие романского искусства. С тех пор шотландский стиль стал оказывать всё большее влияние на развитие искусства в Северной Европе.
Ирландское искусство сохраняло неразрывную связь с кельтским населением, которое не подверглось влиянию римского и прочих иноземных стилей, однако само кельтское искусство, начиная с 7 века, испытывало более сильное влияние англосаксонского и христианского искусств. Так зародилось Гиберно-саксонское искусство или островное искусство, известное своими сложными и образными орнаментами, которые впитали элементы более ранних стилей. С позднего кельтского искусства, порой известного как «настоящий латенский» стиль, заимствована любовь к спиралям трискелионов, кругов и других геометрических мотивов. Они объединились с животными формами, вероятно заимствованными из германской версии общего евразийского звериного стиля через кельтское искусство, в котором были распространены головы животных, украшающих конец свитков. Сплетение стилей также использовалось обеими традициями и повлияло на древнеримское искусство (мозаичные полы), отразилось в других отдаленных влияниях, например, его мотивы находят в Коптском искусстве. Все эти мотивы были также соединены в островном искусстве.
В манускриптах не встречалось попыток рисовать перспективу, несмотря на то, что акцент по-прежнему делался на орнаменты. В ранних работах средневековья человека рисовали геометрически, как и животных, но с развитием стиля влияние античного искусства росло, вероятно, через контакты с континентальной Европой через гиберно-саксонскую миссию. Источники возникновения общего формата ковровой страницы книг связывают с римскими мозаиками пола, коптскими коврами и рисунками в манускриптах , но общего мнения по этому вопросу в среде ученых нет.

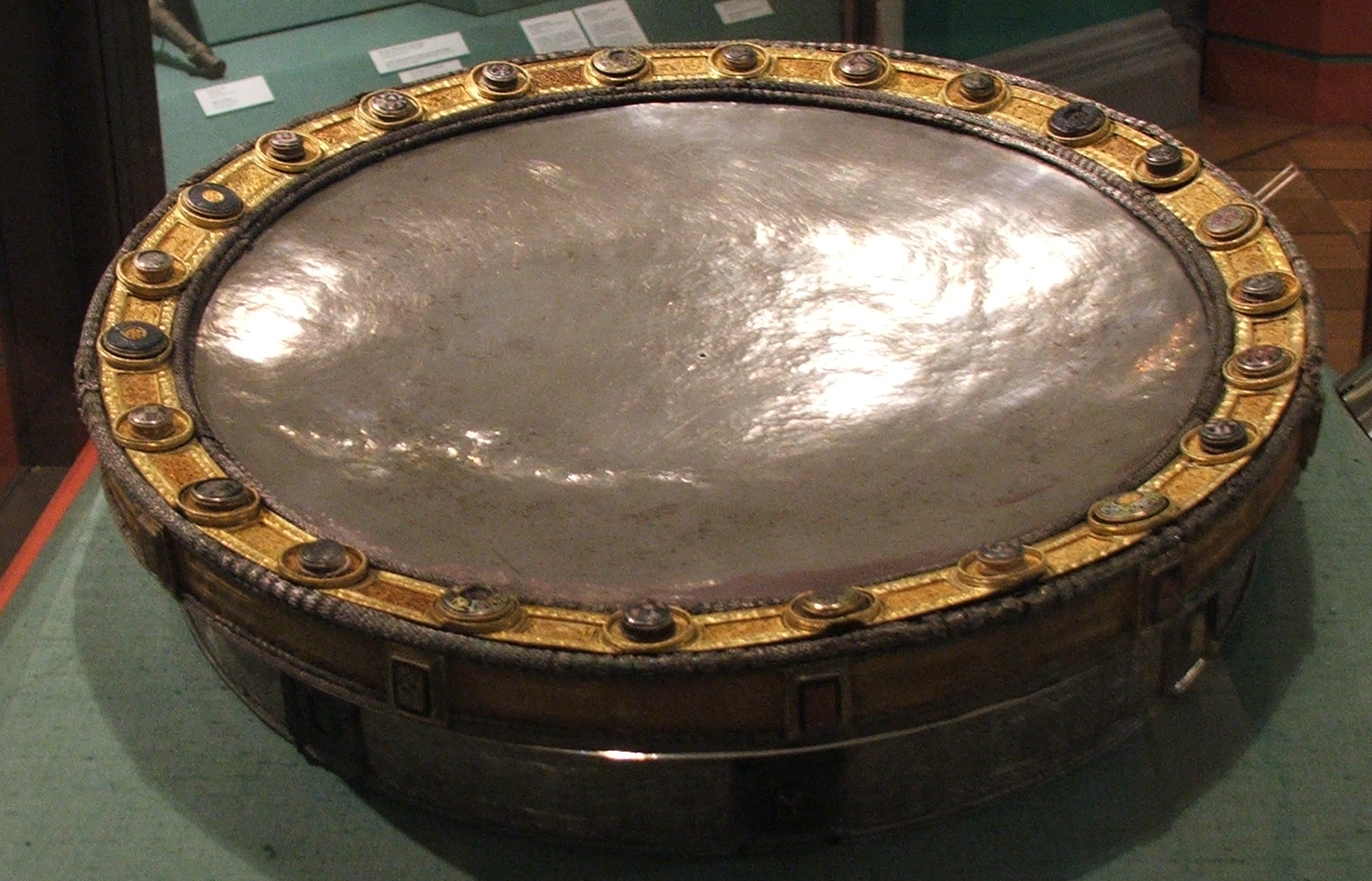
Дерринафланская патена, 8 или 9 века

Христианство не одобряло обряд захоронения вместе с умершими предметов быта и других вещей, поэтому, по крайней мере, в среде англосаксов, в раннем средневековье сохранилось большое количество предметов, сохраняющих стиль дохристианских артефактов, тогда как в более поздние периоды их мало. Находки указывали на то, что артефакты быстро прятали, теряли или оставляли. Существует несколько исключений: некоторые портативные реликварии для книг или мощей имели постоянного владельца, преимущественно, церкви континентальной Европы (хотя, например, Монимаский реликварий не был оставлен в Шотландии). Большинство предметов островного стиля сохранились случайно, часто в виде фрагментов. Уцелевшие предметы высокого качества: это либо светские предметы быта, которые в основном были мужскими, либо столовая посуда или алтарные предметы, выполнены в похожем стиле. По некоторым предметам даже невозможно наверняка сказать, для чего они были предназначены — для алтаря или королевского стола. Вероятно, лучшие церковные предметы создавались светскими мастерскими при королевских дворах, а менее сложные производились монастырскими мастерскими. Хотя по уцелевшим предметам можно предположить, что большинство из них сделано ирландскими мастерами по металлу. Находки клада Саттон-Ху на крайнем востоке Англии, датированные началом раннего средневекового периода, по уровню мастерства не уступают произведениям мастеров континентальной Европы.

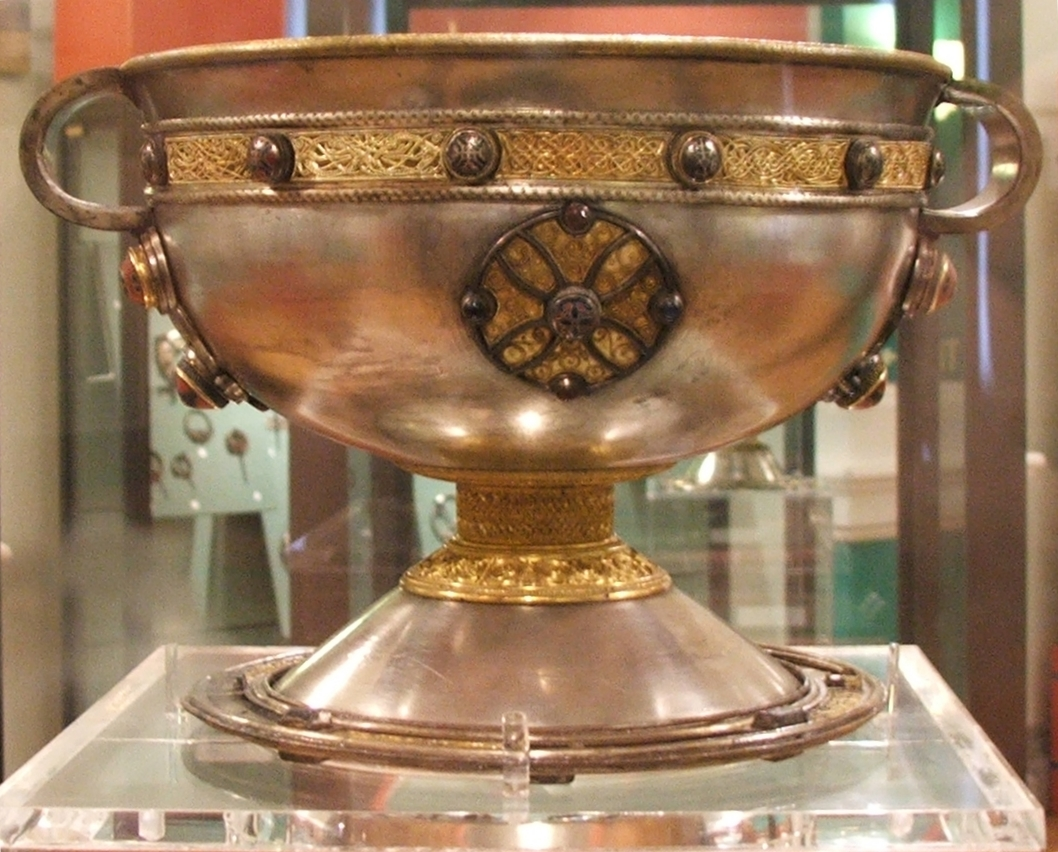
class = cx-linter-tag cx-linter-warn

Сохранился ряд крупных брошей (фибул), многие из которых хранятся в Национальном музее Ирландии, другие — в Британском музее, Национальном музее Шотландии и в местных музеях на Британских островах. Дизайн каждой броши индивидуален и выполнен по разным техникам, но они дошли до современной эпохи в превосходном состоянии, сохранив лучшие качества. Во многих элементах дизайна можно увидеть прямое сходство с элементами манускриптов. В островных работах по металлу использовались почти все известные в тот период техники. Частично уцелели полудрагоценные камни, использовавшиеся для украшений: янтарь и горный хрусталь, встречается гранат. В работах использовалось цветное стекло, эмаль и стекло миллефиори (вероятно, импортируемое).

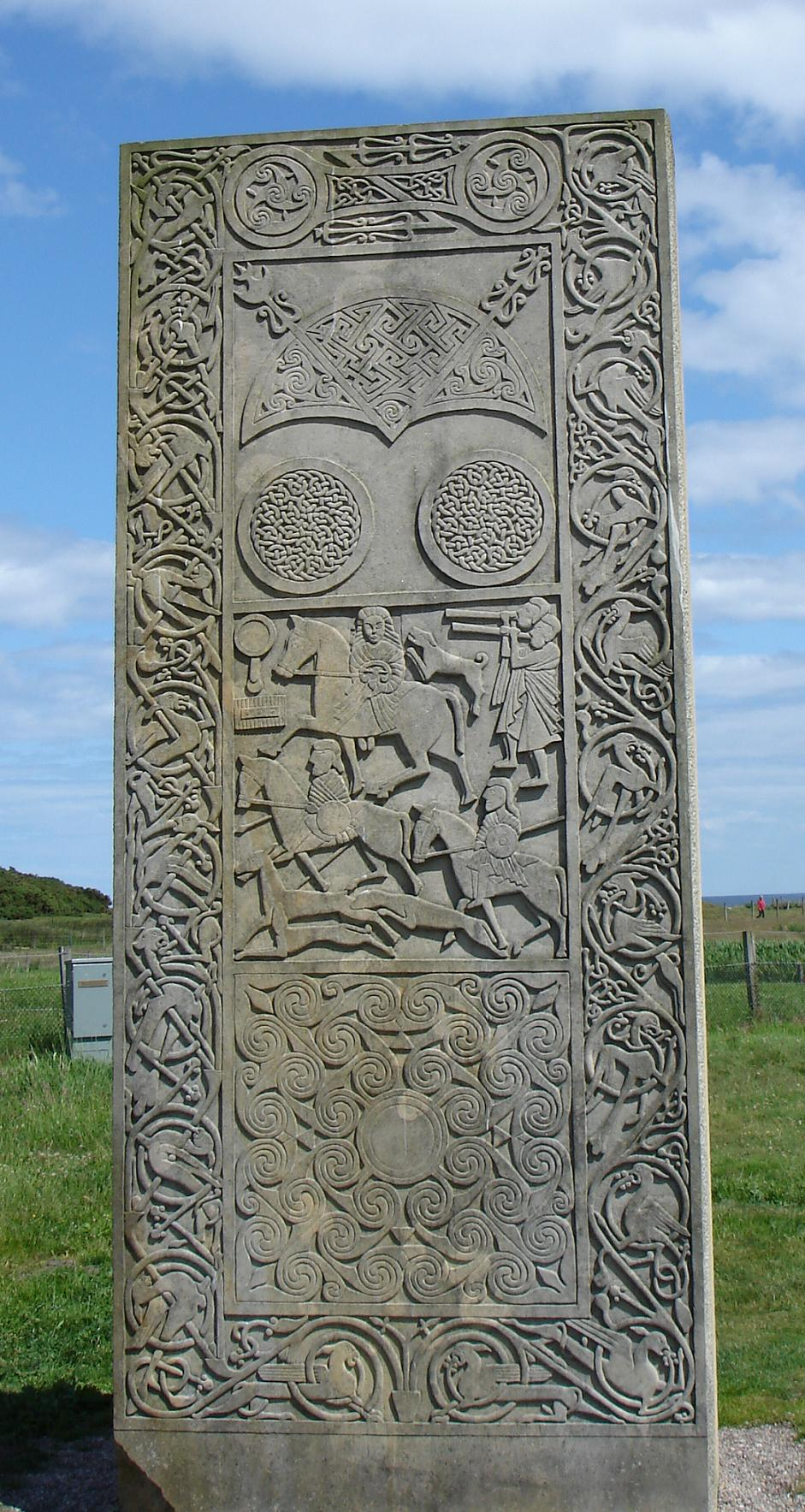
Камень из поселка Хилтон-оф-Кадбол, резьба в пиктском стиле Истер Росс, 800—900 года

До наших дней дошли крупные металлические чаши, являющиеся предметами церковного искусства, которые относятся к 8 или 9 векам, хотя большинство датировок металлических предметов не уточнено, так как основывается преимущественно на сравнении с манускриптами. Остались фрагменты того, что когда-то, вероятно, было большими предметами церковной мебели, покрытые украшениями из метала, такие как святилища, кресты и другие. Одна из таких находок — Крест Конга, ирландский процессиональный крест XII века с реликварием, содержит островной декор, который, возможно, добавлен в попытке восстановления кельтского стиля. «Атлонская пластина с распятием» содержит орнамент из позолоченной бронзы (Национальный музей Ирландии, около 8 в.). Это наиболее известная из девяти ирландских пластин с распятием, стиль которой, возможно, был скопирован с обложки книги.
Историкам трудно представить внутреннее убранство большой церкви аббатства островного периода из-за нехватки материальных артефактов, однако известно, что большинство полностью иллюминированных манускриптов этого периода представляли собой декоративные объекты, а не учебные книги. До нашего времени дошло очень мало подобных предметов. Наиболее декорированной является Келлская книга. Когда её украли в 1006 г. из-за обложки с драгоценными камнями, то книгу нашли, но без обложки. То же самое случилось и с Линдисфарнским Евангелием. Собственно говоря, ни один из основных иллюминированных манускриптов данного периода не сохранил свои металлические обложки с драгоценными камнями. Некоторые евангелия позже вновь обрели обложки, по которым, вероятно, можно определить, как выглядели исконные обложки книг.
Большие каменные кельтские кресты, которые обычно устанавливались перед монастырями или церквями, впервые появились в VIII веке в Ирландии, возможно, в Карндоне, графстве Донегола, то есть, позже, чем самые ранние англосаксонские кресты (конец VII века). Позже островная резьба, найденная во многих областях Великобритании и Ирландии, почти полностью сохраняла геометрические формы, как и орнамент старых крестов. В IX веке начали вырезать фигуры людей, их можно встретить на крупнейших крестах и увидеть много сцен из Ветхого Завета на восточной стороне креста и Старого Завета — на западной. Много изображений, выполненных по центру, присутствует в «Распятии на кресте». Высокий крест Муйредаха (X-е века), найденный в Монастербойсе, считается вершиной мастерства в изготовлении ирландских крестов. В более поздних примерах фигур людей становится меньше, они увеличиваются в размере, а стиль рисунков начинает смешиваться с романским. Примером может служить крест Дисерта в Ирландии. Многие кресты, такие, как, например, Рутвельский крест (VIII в.) в Королевстве Нортумбрия (современная Шотландия) были повреждены в результате пресвитерианского иконоборчества, и сегодня в большинстве таких крестов оригинальная верхушка утрачена.
Другим выдающимся образцом кельтcкой архитектуры являются пиктские камни, которые возводили в Шотландии к северу от линии Клайд-Форт в VI—VIII веках. Орнамент камней сохраняет, в основном, стиль Истер Росс (англ. Easter Ross), который похож на континентальный, но отличается меньшим влиянием античного стиля. В частности, формы животных похожи на изображения, которые встречаются в островных манускриптах и являются преимущественно символами Евангелистов. Камни с резьбой существуют в кельтском искусстве как в период язычества, так и в период раннего христианства, в то время как пиктские символы (которые до сих пор плохо понятны), кажутся приемлемыми только для христиан. Назначение и значение этих камней разгадано учеными и искусствоведами лишь частично, хотя некоторые из них считают, что они были частными памятниками и символами, которые обозначали принадлежность к кланам, родословной, сообществам и изображают древние церемонии и ритуалы.
Сохранилось также несколько образцов подобных орнаментов на серебряных украшениях пиктов, в частности в захоронении Норрис Ло (VII век или ранее. Значительная часть была разграблена во время того, как был найден клад) и в захоронении на острове Св. Ниниан (VIII век), в котором было найдено много брошей и чаш. Уцелевшие предметы хранятся в Национальном музее Шотландии.
Расцвет континентального искусства пришёлся на VII и IX века, однако опустошительные набеги викингов разрушили большинство монастырей, в которых создавались священные писания. Позже появились смешанные норвежско-галльские поселения, в которых искусство представляло собой синтез кельтской и германской культур, однако данное искусство также исчезло после вторжения норманнов в 1169—1170 годах и поглощено общеевропейским романским стилем. Кельтское искусство пришло в упадок, однако оно оказало значительное влияние на культуру германских народов и, в частности, на образование готический архитектуры.

Пример континентального искусства
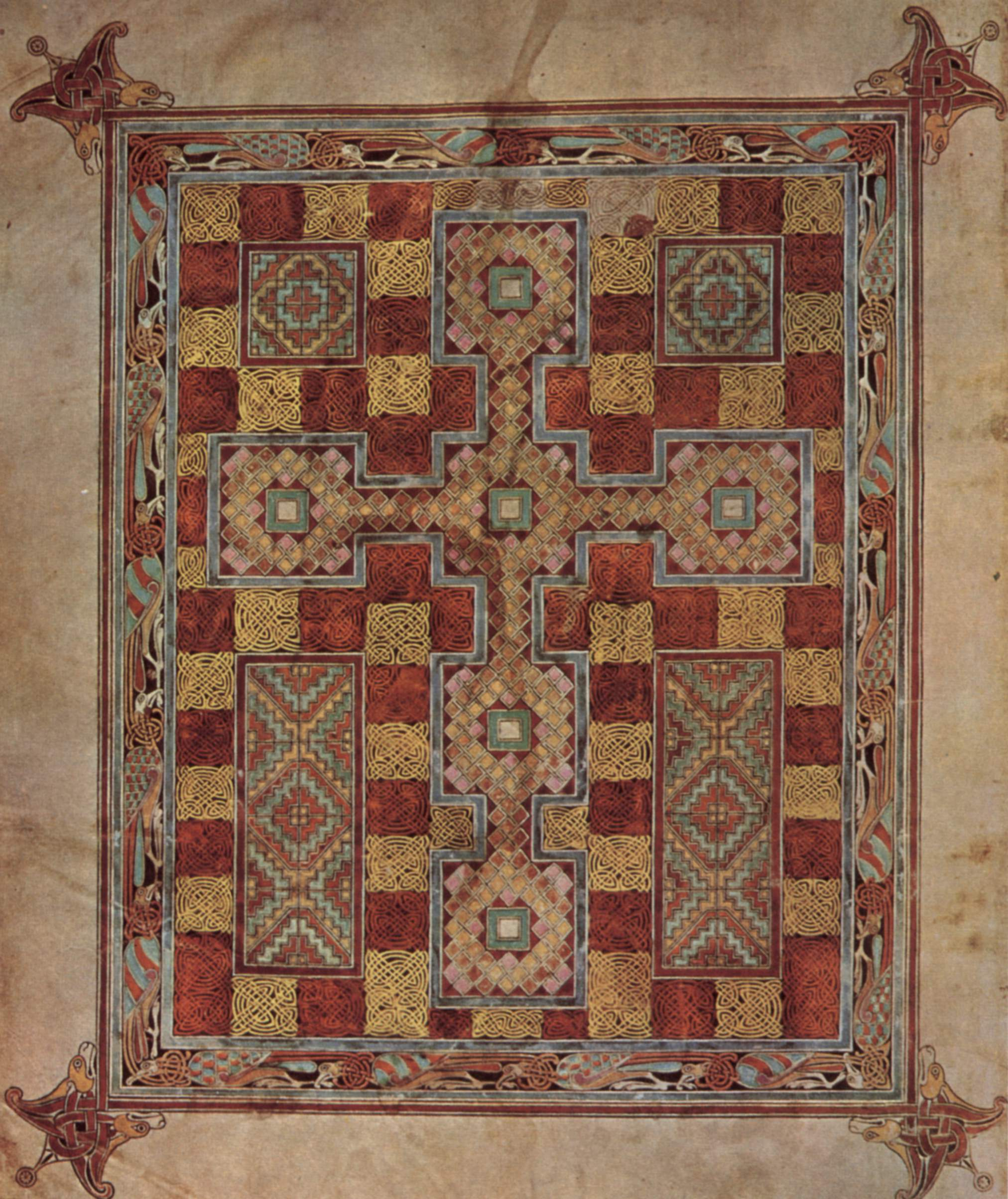
Страница из Евангелия
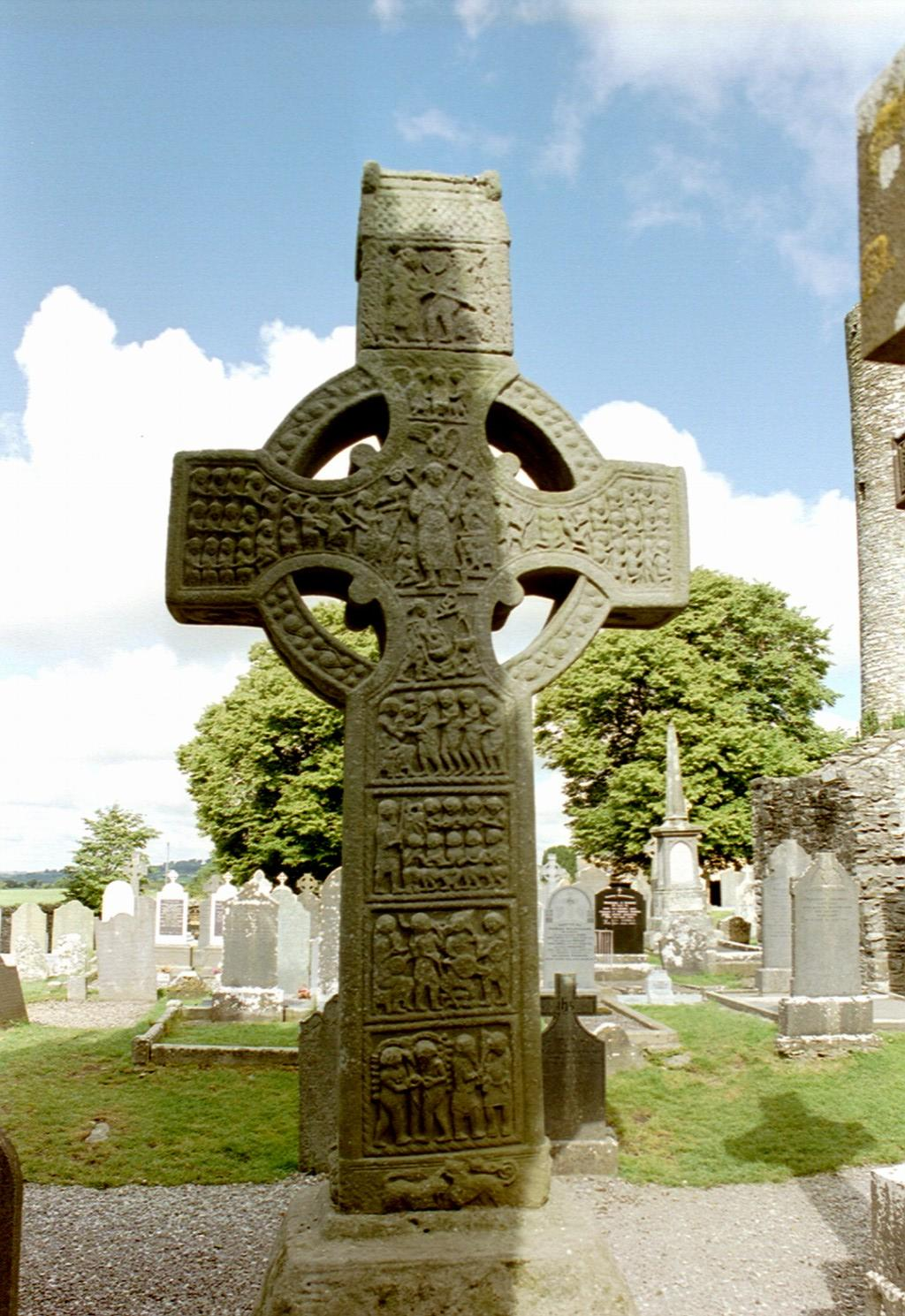
Муиредахский крест (англ. Muiredah cross). Ирландия, нач. X века.
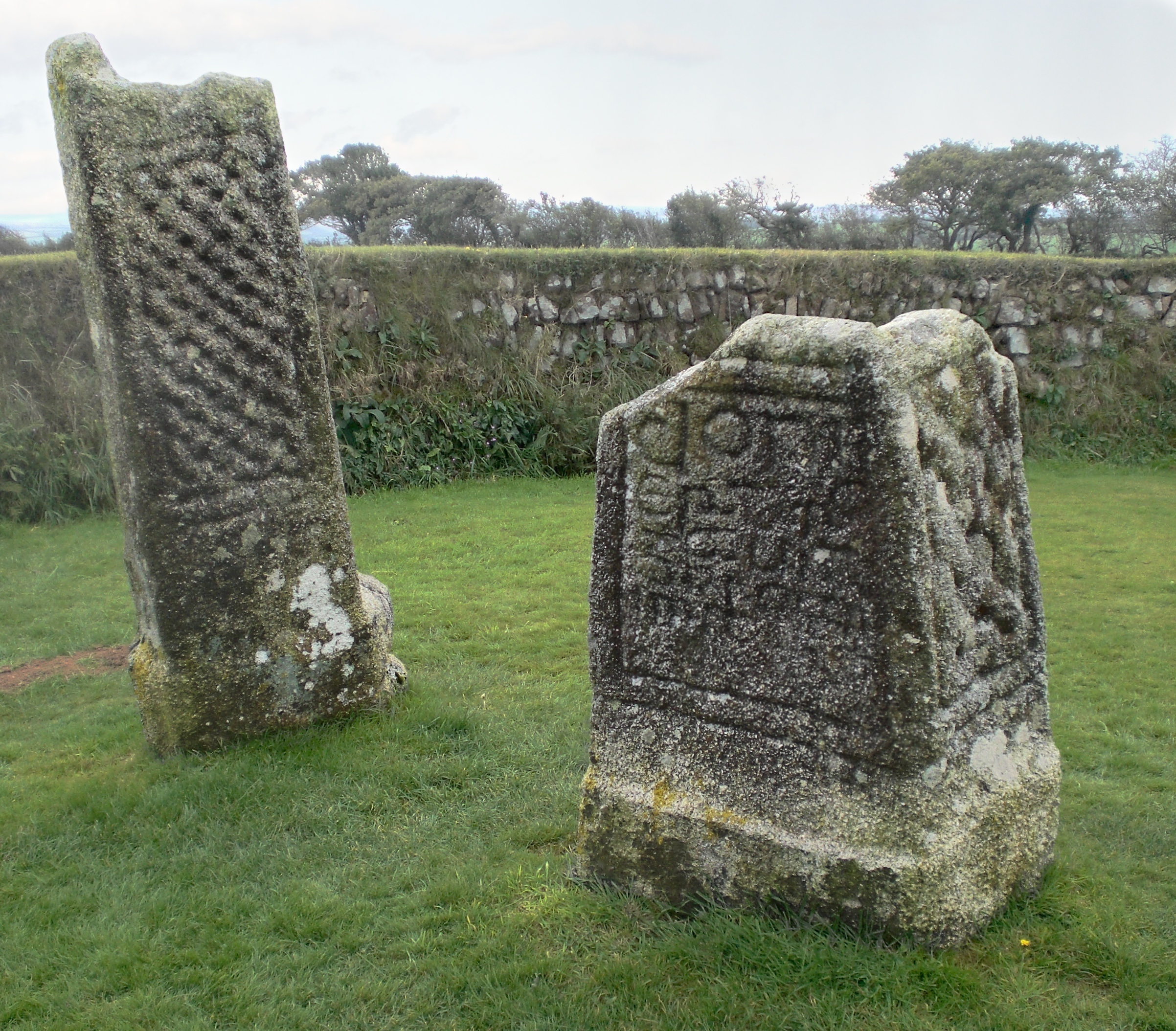
Камень короля Дониерта (англ. King Donier Stone) ок. 875 года.
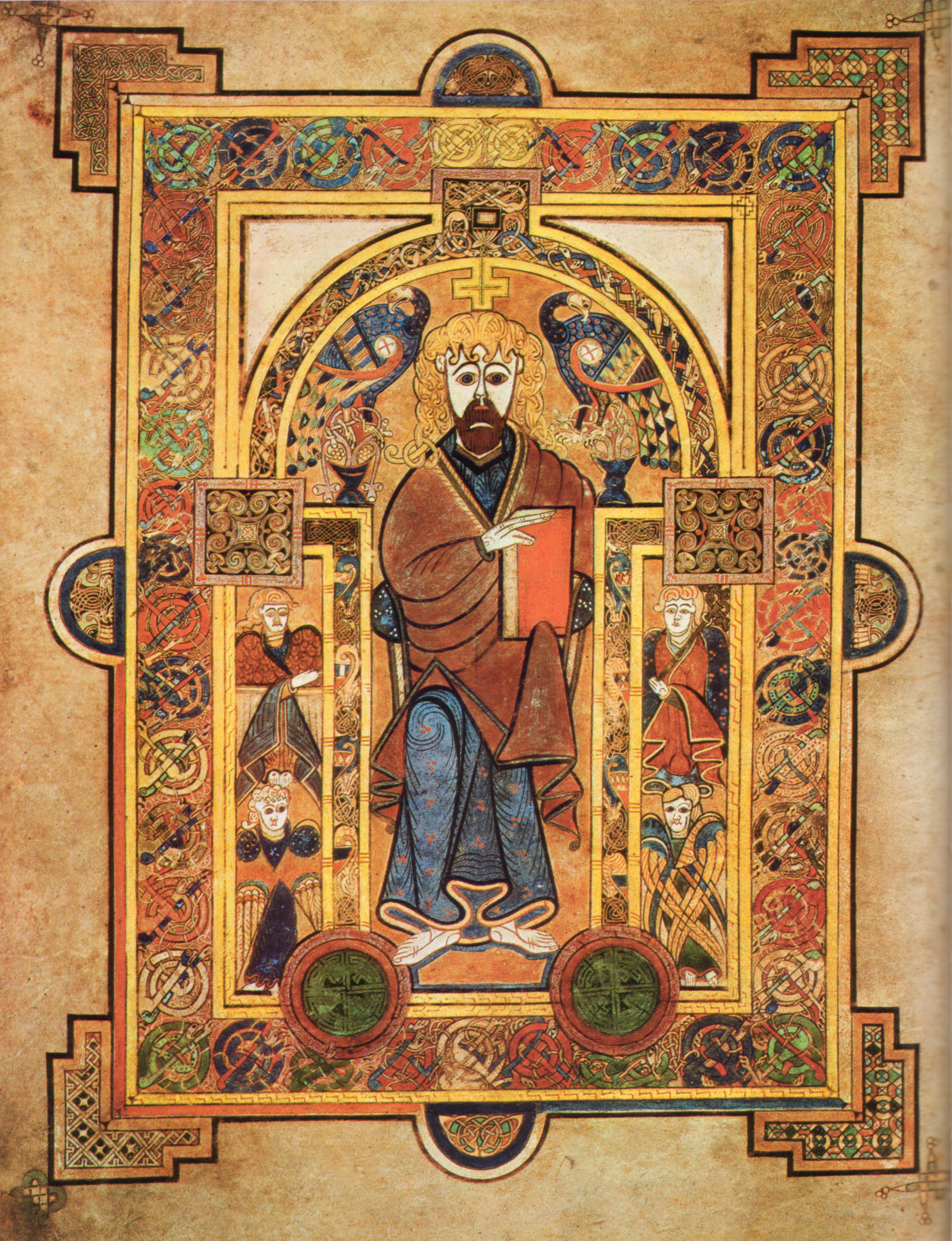
Келлская книга, Иисус

## Возрождение интереса к кельтскому искусству
Возрождение интереса к кельтскому изобразительному искусству возникло спустя некоторое время после оживления интереса к кельтскому эпосу, примерно в 1840-е годы и получило название «новокельтского стиля». Первоначально в Дублине, а позже в Эдинбурге, Лондоне и других английских городах возникла мода на металлические изделия в кельтском стиле, которая стала реакцией на археологические находки — ряд артефактов и ювелирных изделий. Данное время совпало с возрождением ирландского национального движения. В конце XIX века, преимущественно в Ирландии, стали восстанавливать кельтские кресты и другие образцы монументального искусства.
В частности, «пластический стиль» нашёл отражение в архитектурном декоре и витражах в стиле модерн не только в Англии, но и в Соединённых Штатах Америки. Сегодня кельтское искусство широко представлено в массовой культуре, современном искусстве, литературе и фильмах. Однако то, что в современном обществе представляют стереотипным кельтским стилем, на деле является иберно-саксонским или островным искусством, которое было господствующим на Британских островах на рубеже VI и VII веков. Помимо кельтов его развивали и англосаксы, так как подобные орнаменты были широко распространены в скандинавском средневековом искусстве. В 2009 году был выпущен мультфильм Тайна Келлс, в котором в большом количестве присутствуют художественные ссылки на «островной стиль».
9 июня 2017 года художниками-энтузиастами учреждён Международный праздник кельтского искусства (Festival Interceltique), во время которого проводятся выставки, акции и встречи, проходят демонстрации.